# Cortinarius alboviolaceus
Cortinarius alboviolaceus (Christian Hendrik Persoon, 1801 ex Elias Magnus Fries, 1838) din încrengătura Basidiomycota în familia Cortinariaceae și de genul Cortinarius este o  ciupercă necomestibilă răspândită care coabitează, fiind un simbiont micoriza (formează micorize pe rădăcinile arborilor). Un nume popular nu este cunoscut. Buretele trăiește în România, Basarabia și Bucovina de Nord în grupuri mici pe terenuri umede, chiar și mlăștinoase, preferat pe sol sărac, acru până neutru, în păduri de foioase și mixte, cu predilecție sub fagi și mesteceni, dar s-au găsit și exemplare pe lângă molizi. Apare de la câmpie la munte din (august) septembrie până în noiembrie.

## Taxonomie

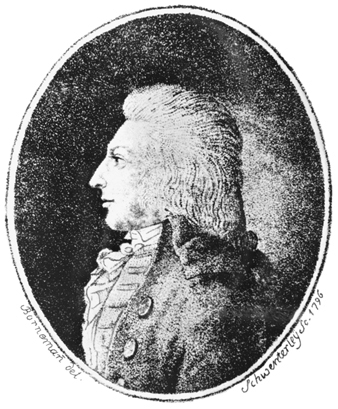
C. H. Persoon

Numele binomial Agaricus alboviolaceus a fost determinat de cunoscutul micolog bur Christian Hendrik Persoon în volumul 1 al operei sale Synopsis methodica Fungorum din 1801 drept Agaricus hemitrichus.
Apoi, în 1838, renumitul savant Elias Magnus Fries a transferat specia la genul Cortinarius sub păstrarea epitetului, de verificat în cartea sa Epicrisis systematis mycologici, seu synopsis hymenomycetum, fiind și numele curent valabil (2021).
Taxon obligatoriu este Inoloma alboviolaceum creat de botanistul german Friedrich Otto Wünsche pe baza descrierii lui Persoon, de verificat în cartea sa Die Pilze. Eine Anleitung zu ihrer Kenntnis din 1877. (1877)
Toate celelalte denumiri precum forma și variația descrisă sunt de asemenea acceptate sinonim.
Epitetul specific este derivat din adjectivele latine (latină albus=alb, fiind palid), și (latină violaceus=violet), datorită aspectului general al ciupercii.

## Descriere

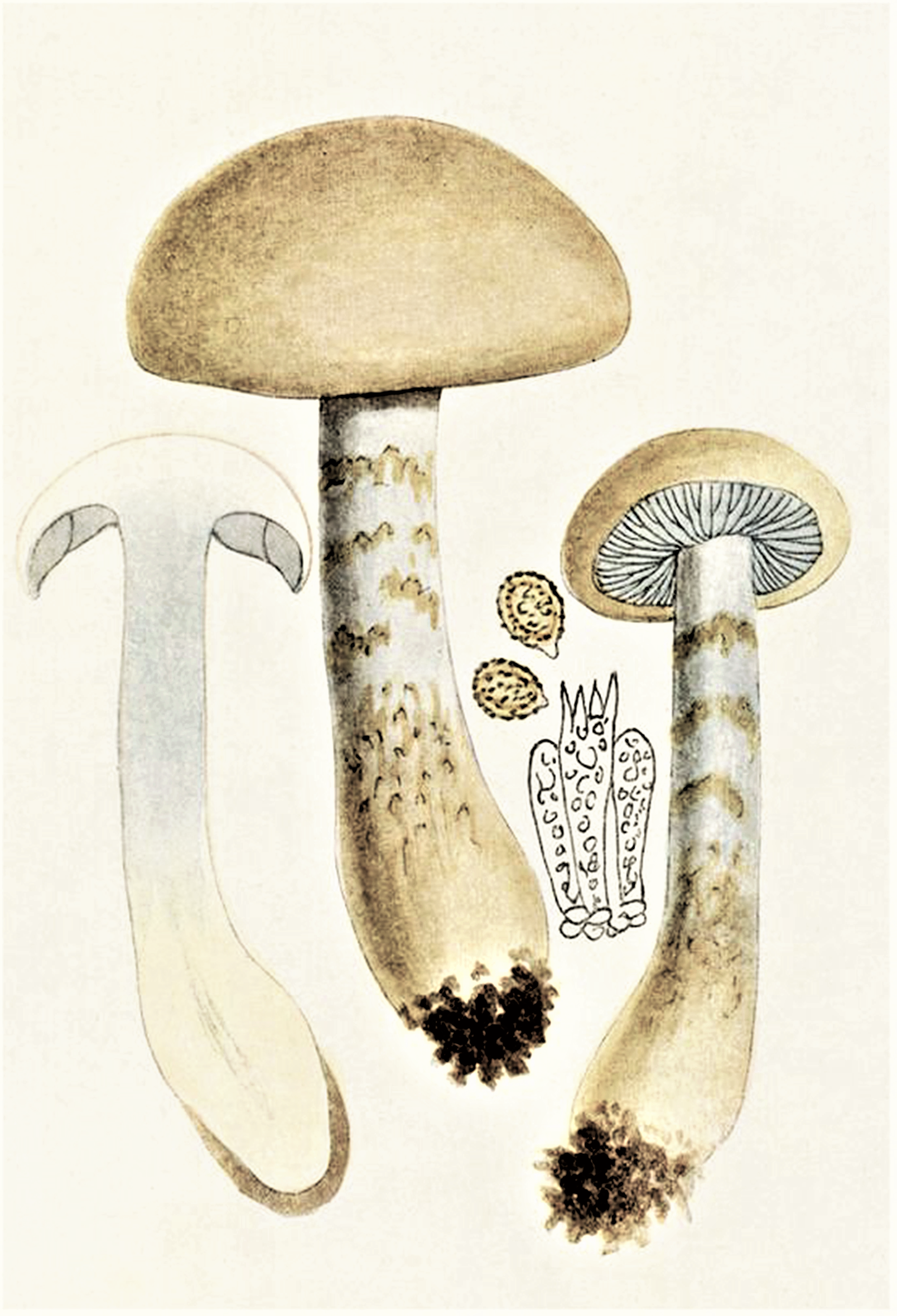
Bresadola - Cortinarius alboviolaceus

- Pălăria: cărnoasă are un diametru între 4 și 8 (10) cm, este la început boltită emisferic cu marginile răsucite înspre interior, dar devine în scurt timp arcuită, ocazional cu o cocoașă obtuză, la bătrânețe uneori cu centrul slab adâncit și ondulată. Cuticula uscată este neted-mătăsoasă, fin încarnată fibros și strălucitoare. Coloritul, inițial violet-argintiu până albicios-violet devine mai târziu gri-brun până ocru-maroniu cu reflexe violacee.
- Lamelele: sunt subțiri și destul de distanțate, puțin bombate, intercalate și bifurcate precum aderate la picior, fiind învăluite la început de o cortină albicios-violetă asemănător unui păienjeniș, rest al vălului parțial. Coloritul, mai întâi albăstruie până gri-violet, se decolorează apoi mai întâi gri-brun cu muchii albicioase și în sfârșit puternic brun-roșiatic.
- Piciorul: solid de 6-8 (12) cm lungime și de 1-1,5 (tânăr 2,5 cm) lățime, este inițial destul voluminos și bulbos la bază, dar devine pe măsură ce se alungește în timpul evoluției aproape cilindric și mult mai zvelt, rămânând plin pe dinăuntru. Suprafața de fapt netedă este acoperită de un văl, dând-ei un aspect centuriat, ca încălțat cu cizme sau aproape inelar. Coloritul este alb-violaceu, îngălbenind la bătrânețe. Nu prezintă un inel.
- Carnea: compactă poate fi puternic violetă la exemplare tinere, dar se decolorează cu avansarea în vârstă repede într-un violet palid. Are un miros și gust nu prea plăcut de cartofi cruzi cu o componentă slabă de ridiche.
- Caracteristici microscopice: are spori ocru-gălbui, ovoidali, în formă de pară cu un apicol și fin verucoși, granulați pe dinăuntru, măsurând 10-14 x 6-8  microni. Pulberea lor este brună ca tutunul. Basidiile clavate cilindric cu 4 sterigme fiecare măsoară 35-45 x 10-12 microni. Cistidele (elemente sterile situate în stratul himenal sau printre celulele din pielița pălăriei și a piciorului, probabil cu rol de excreție) de aproape aceiași dimensiune, dar mai subțiri, au forma de măciucă cu vârfuri rotunjite. Cleme sunt prezente.[10]
- Reacții chimice: nu sunt cunoscute.[11]

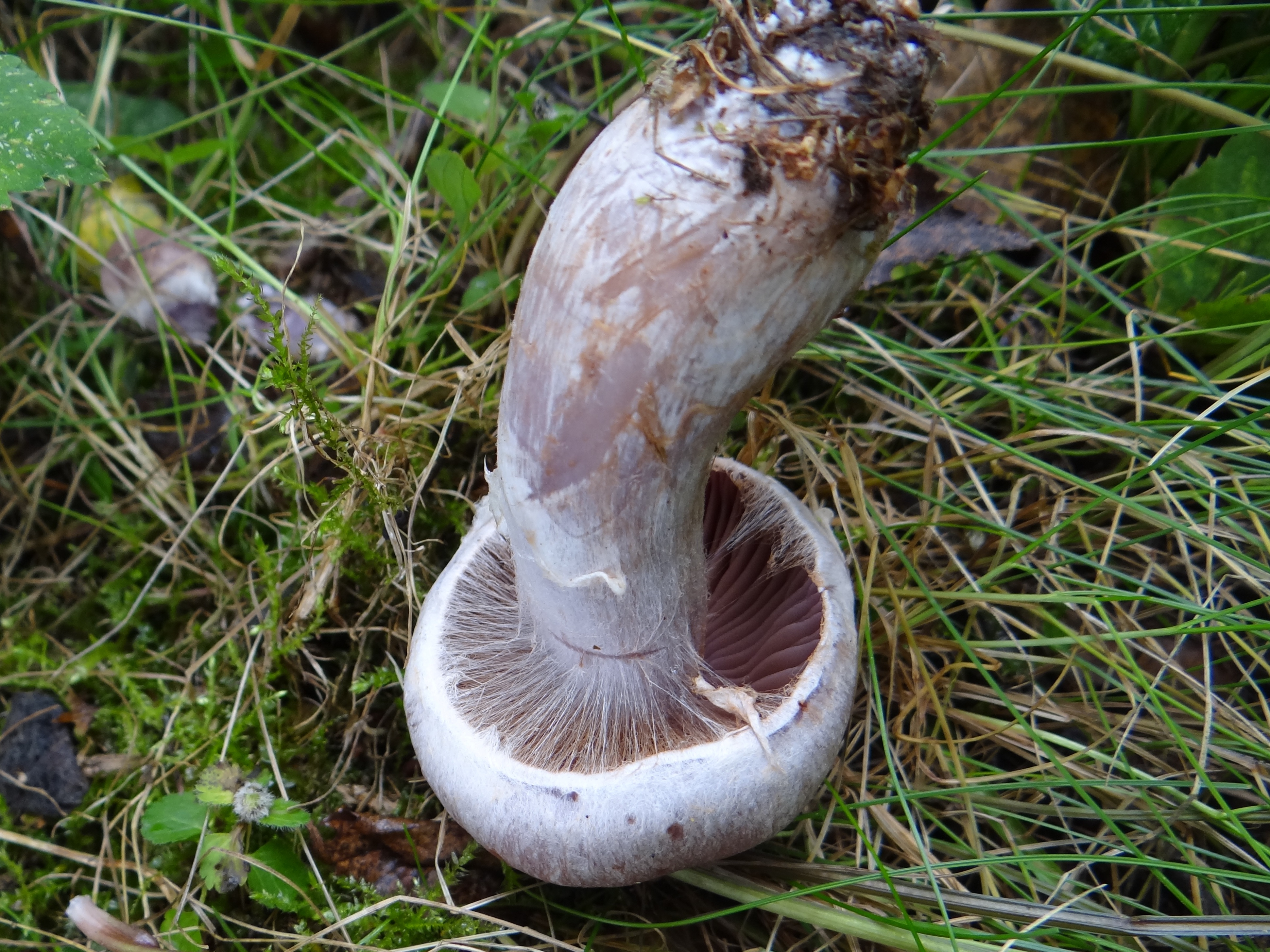
C. alboviolaceus tânăr: văl, lamele și picior
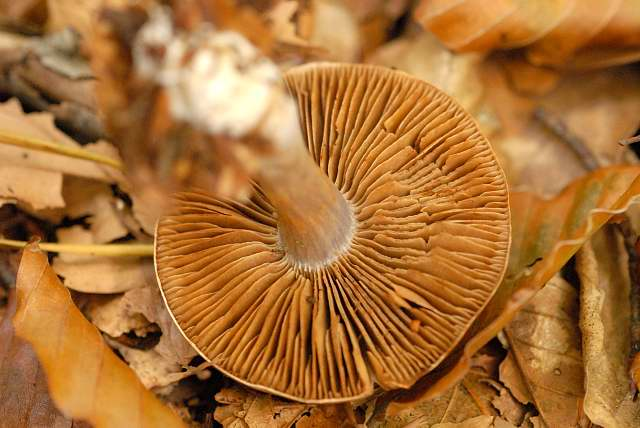
C. alboviolaceus bătrân: lamele și picior
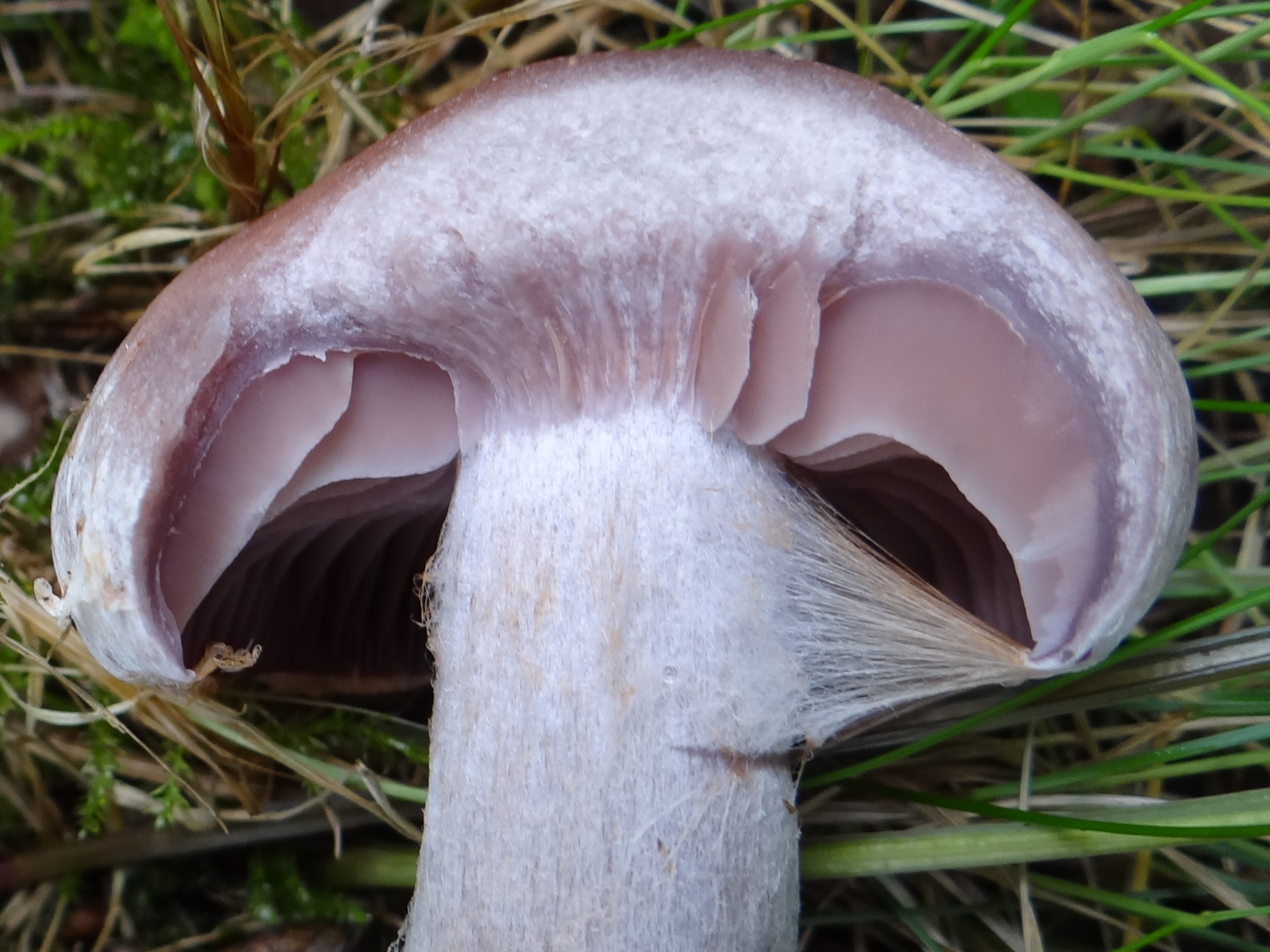
C. alboviolaceus, tăiere longitudinală
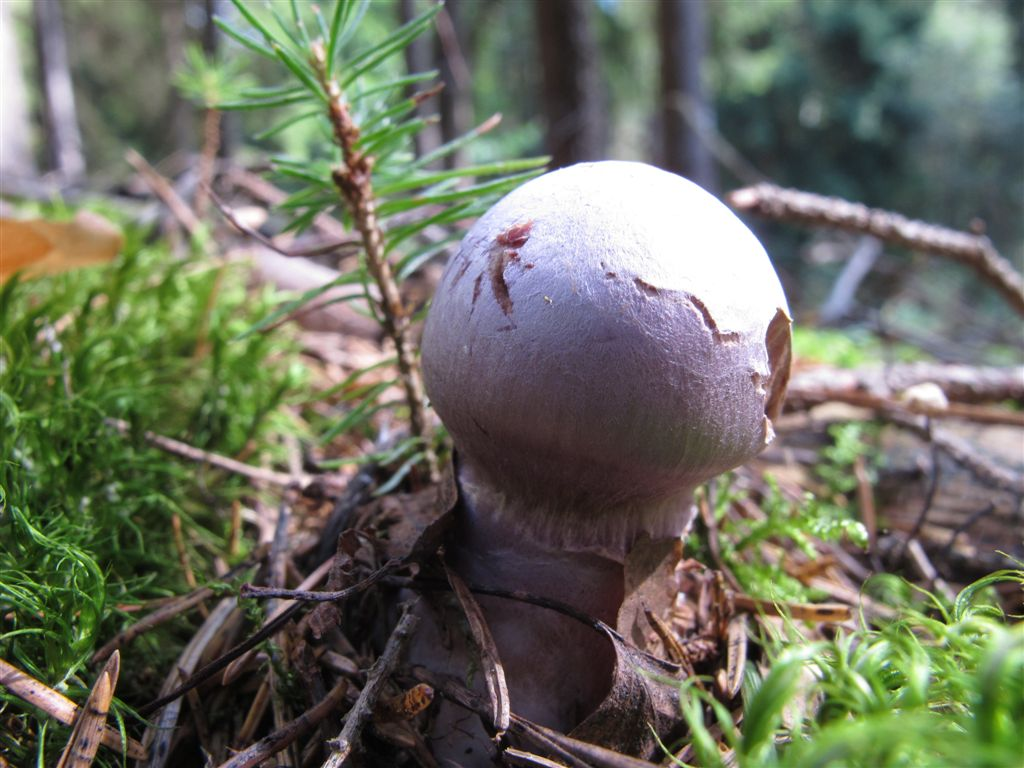
C. alboviolaceus foarte tânăr
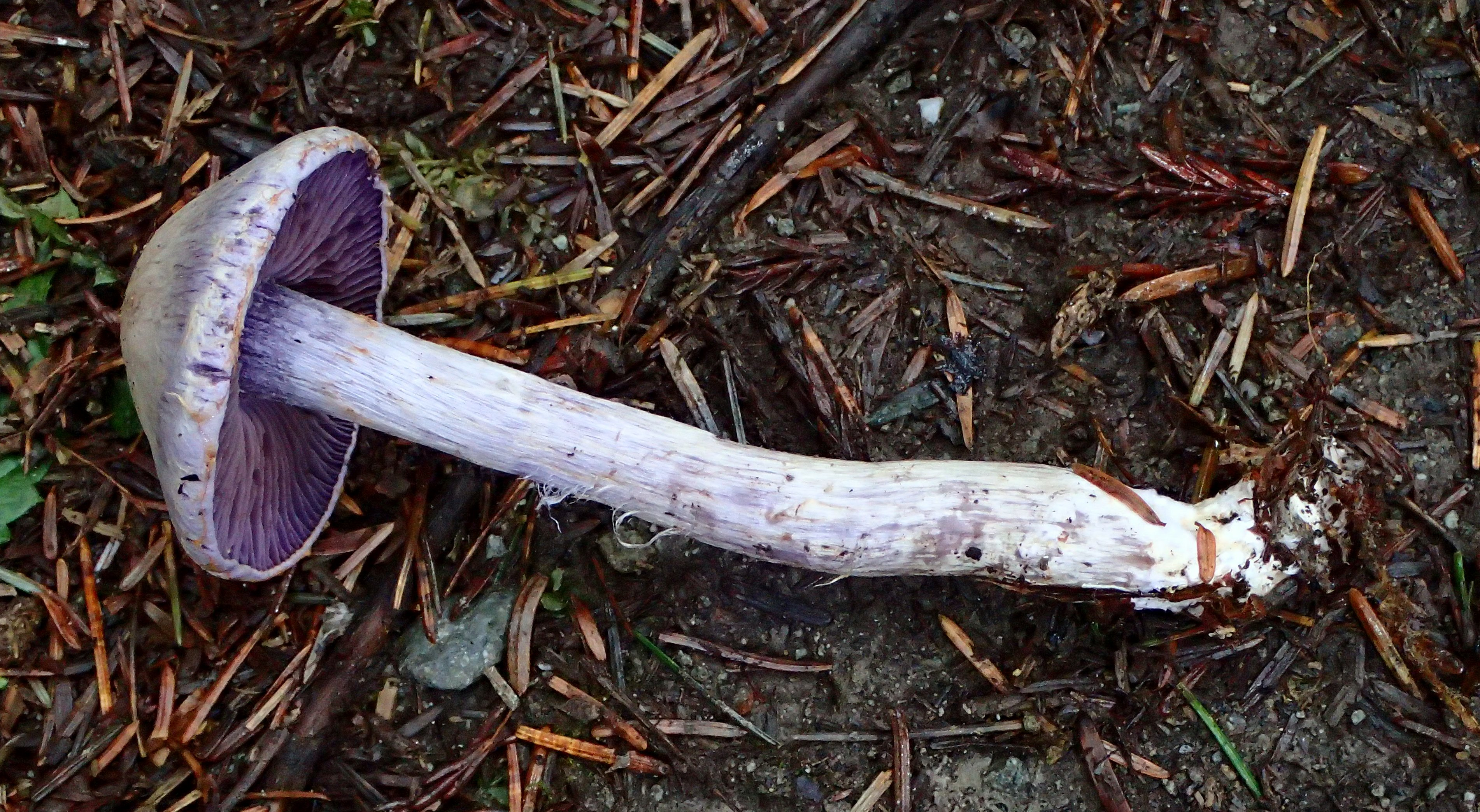
C. alboviolaceus mai bătrân: aspect lateral

## Confuzii
Specia poate fi confundată de exemplu cu Clitocybe nebularis (limitat comestibil), Lepista nuda (comestibil), Cortinarius anomalus (comestibil, de valoare scăzută), Cortinarius argentatus (necomestibil), Cortinarius balteatus (tânăr comestibil),  Cortinarius caerulescens (necomestibil, miros neplăcut de  mucegai, gust blând), Cortinarius camphoratus (necomestibil), Cortinarius caninus (comestibil), Cortinarius collinitus (comestibil), Cortinarius cumatilis (comestibil), Cortinarius cyanites (necomestibil, în tinerețe cu lamele albastru-violete, la bătrânețe brun-violete, miros dulcișor și gust amar), Cortinarius delibutus (comestibil),  Cortinarius dionysae (necomestibil, miros extrem făinos, în special după tăiere, gust blând), Cortinarius elatior (comestibil), Cortinarius glaucopus (comestibil), Cortinarius iodes (comestibil, cu cuticulă mucoasă, în tinerețe cu lamele violete, carnea fiind albă, miros și gust neostentativ), Cortinarius infractus (necomestibil, extrem de amar), Cortinarius laniger (necomestibil), Cortinarius magicus (necomestibil, miros de pâine proaspătă, ceva mucegăit, gust puțin acru), Cortinarius purpurascens (comestibil), Cortinarius salor (comestibil, cu cuticulă mucoasă, în tinerețe cu lamele violete, carnea fiind albicioasă până gri-brună cu nuanțe de albastru, miros și gust neostentativ), Cortinarius sodagnitus (necomestibil, miros neînsemnat, gust acru, mai ales în cuticulă), Cortinarius spilomeus, (necomestibil), Cortinarius stillatitius (comestibil), Cortinarius torvus (necomestibil), Cortinarius traganus (destul de otrăvitor), Cortinarius vibratilis (necomestibil). Cortinarius violaceus (comestibil, pălăria, lamelele și carnea albastru-violet, miros de lemn de cedru și gust plăcut), sau cu Lepista nuda (comestibilă) și Lepista personata (comestibilă, pălărie pal gri-maronie, lamele albuie până gri-albăstruie, miros plăcut).

## Specii asemănătoare în imagini

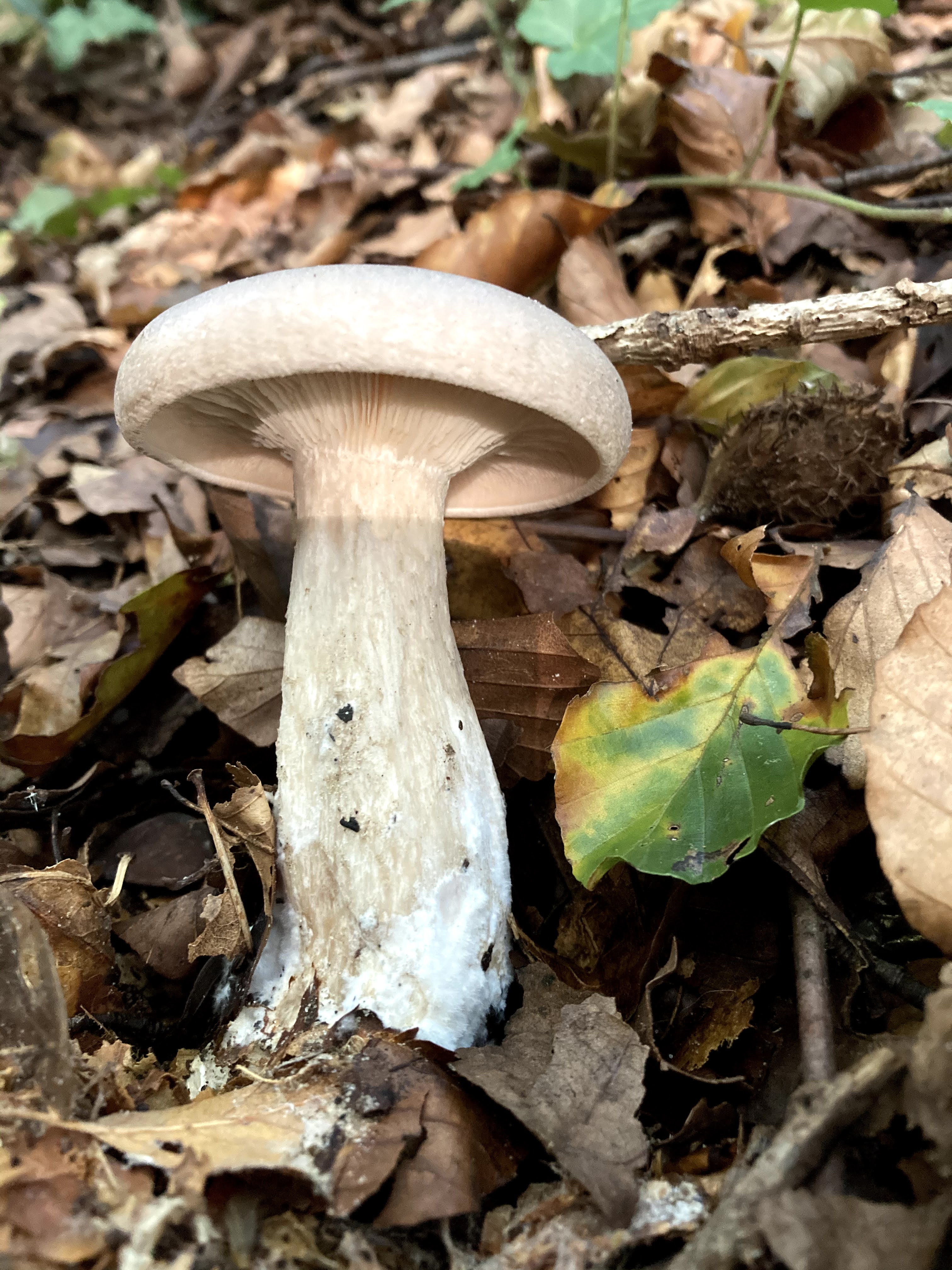
Clitocybe nebularis
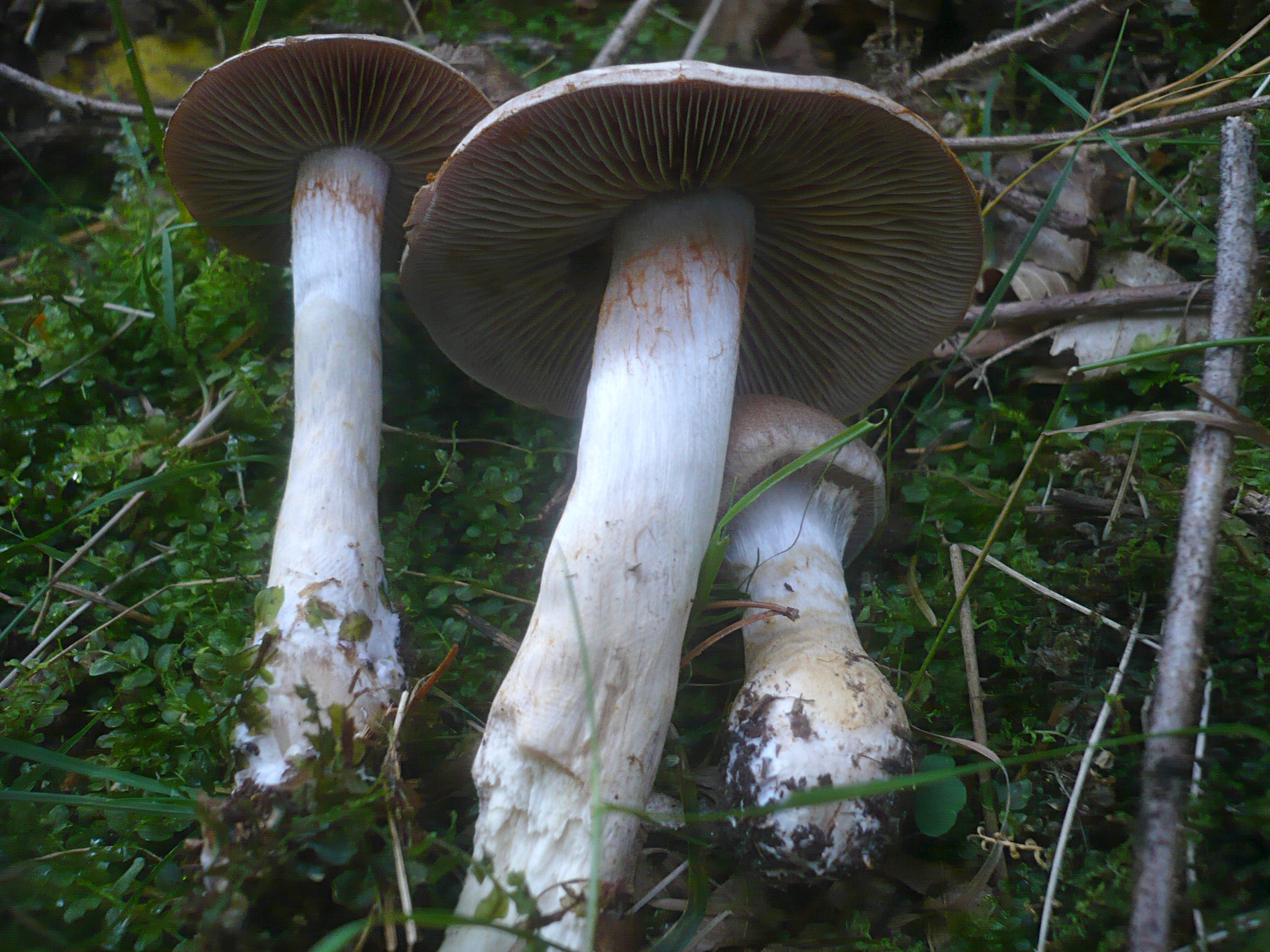
Cortinarius anomalus
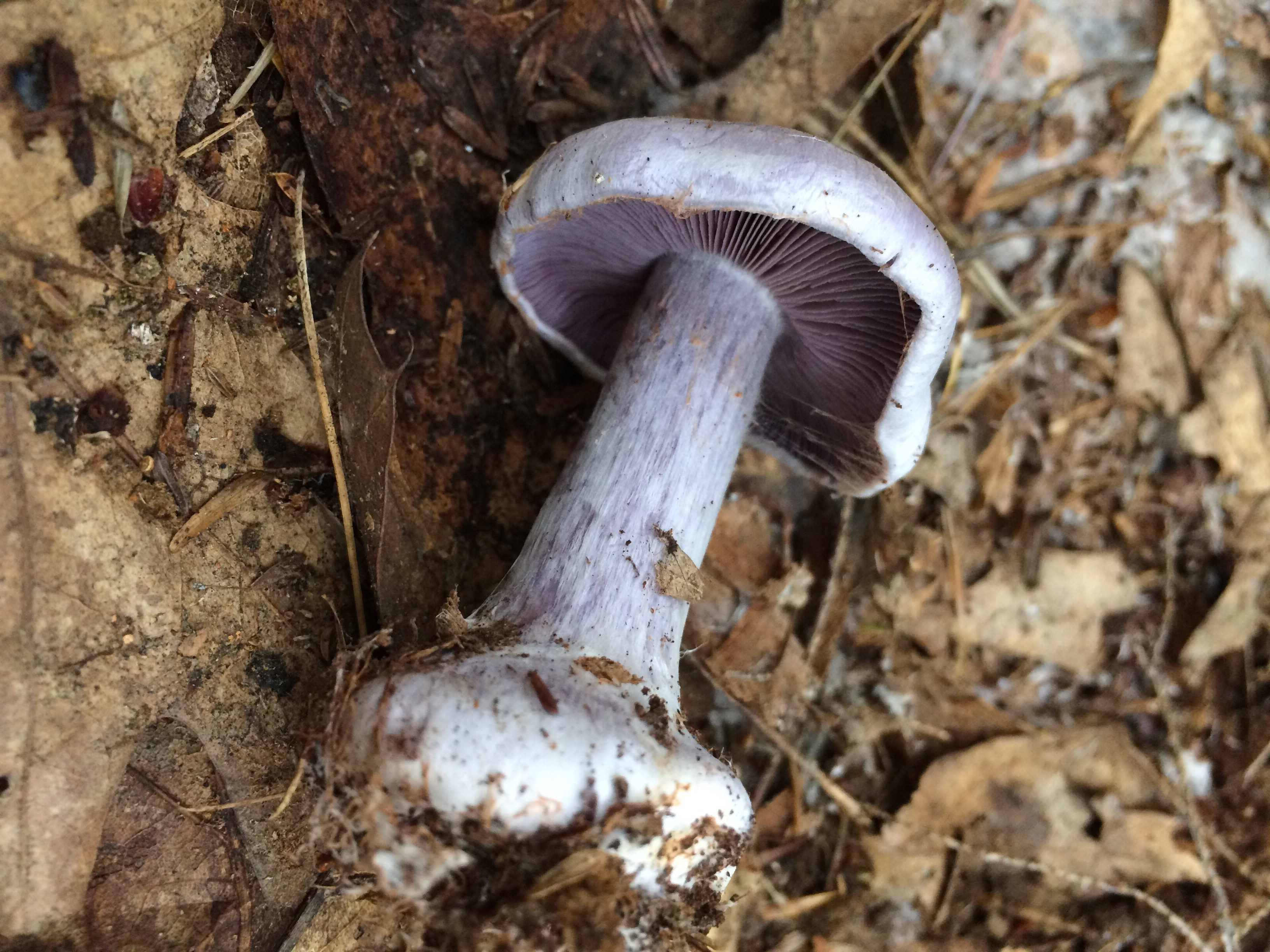
!Cortinarius argentatus!
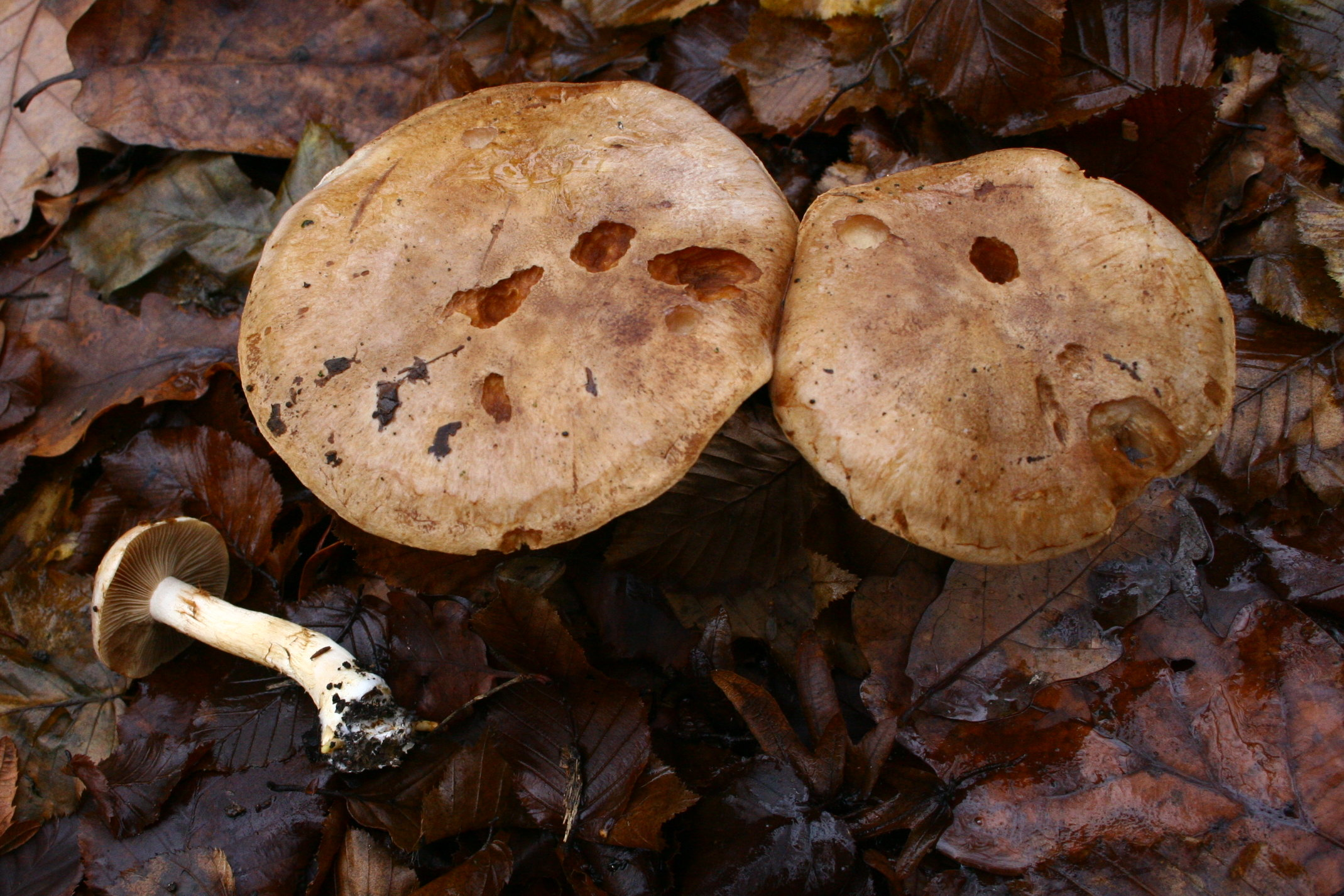
Cortinarius balteatus
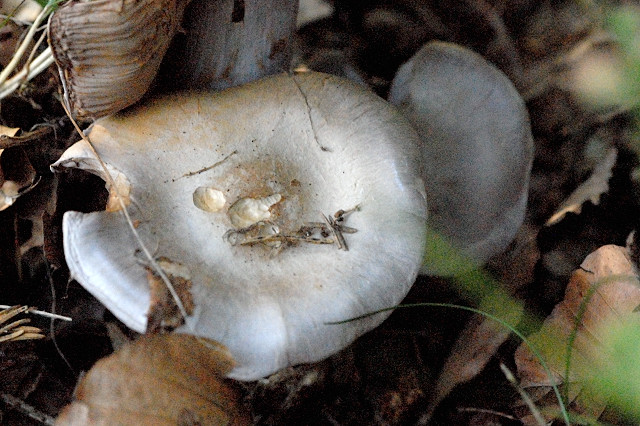
!Cortinarius caerulescens!
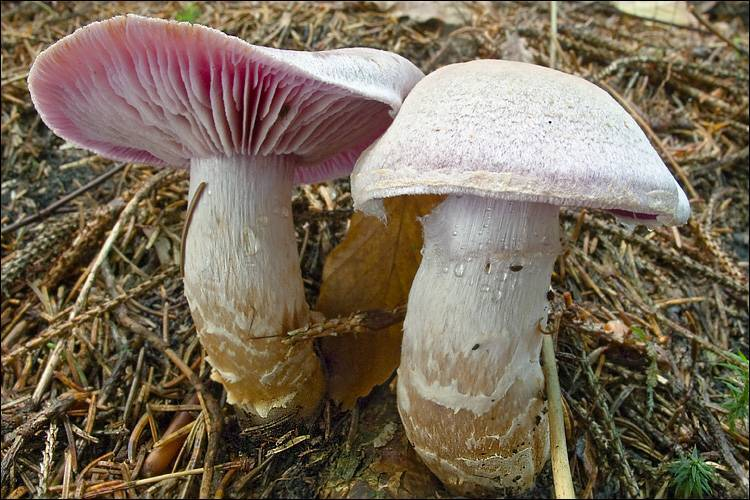
!Cortinarius camphoratus!

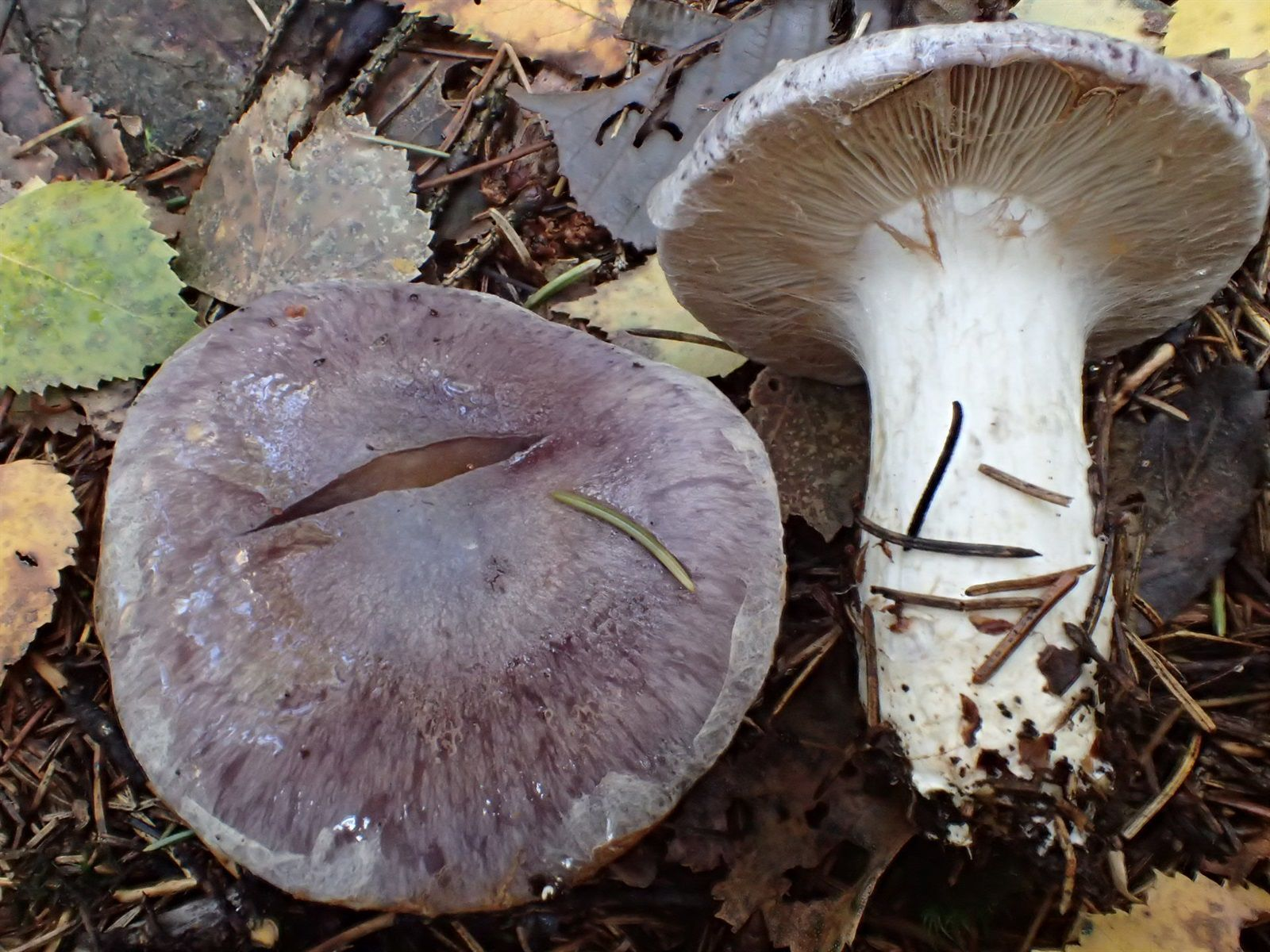
Cortinarius cumatilis
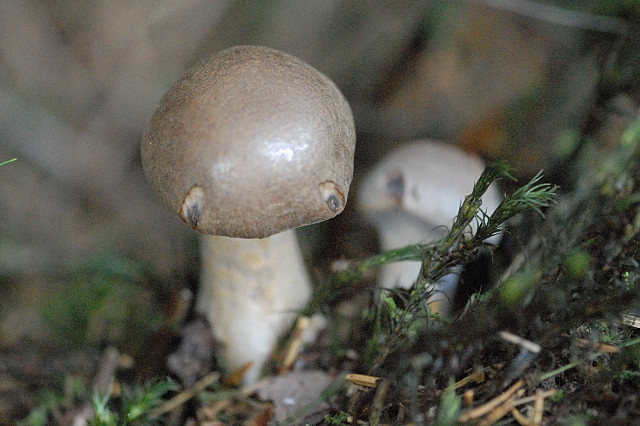
Cortinarius.cyanites.-.lindsey]] |!Cortinarius cyanites!
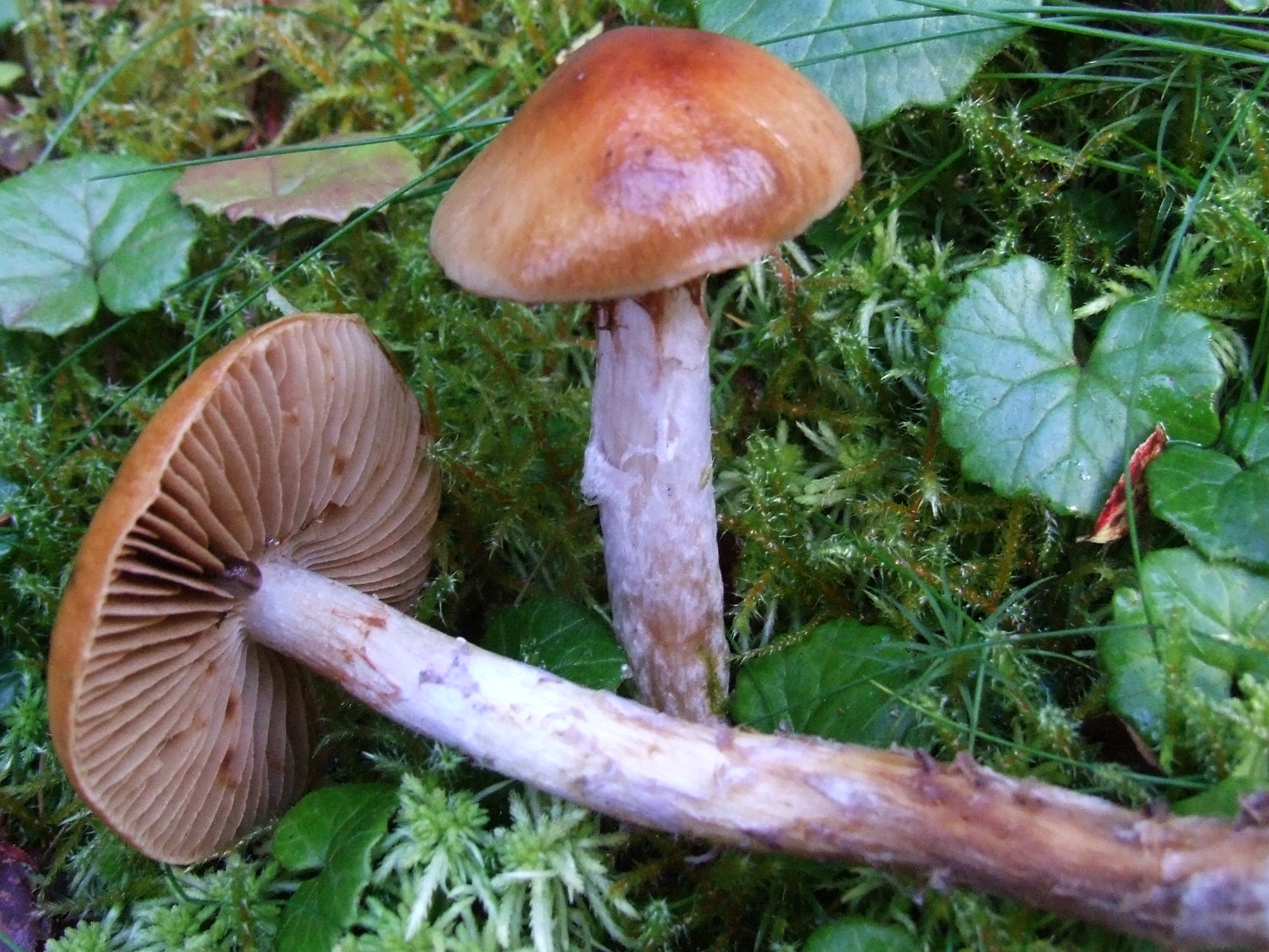
Cortinarius collinitus
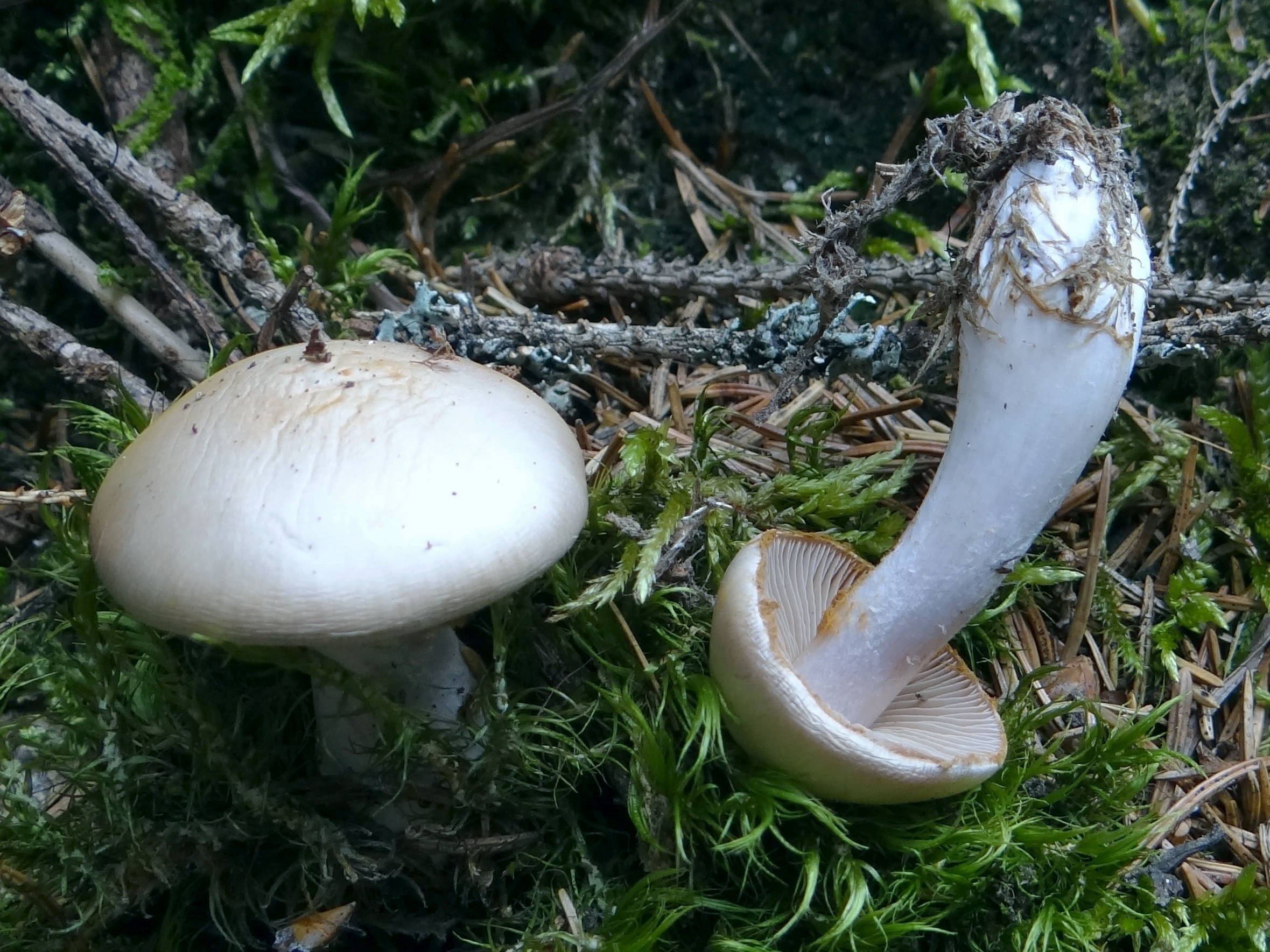
Cortinarius delibutus
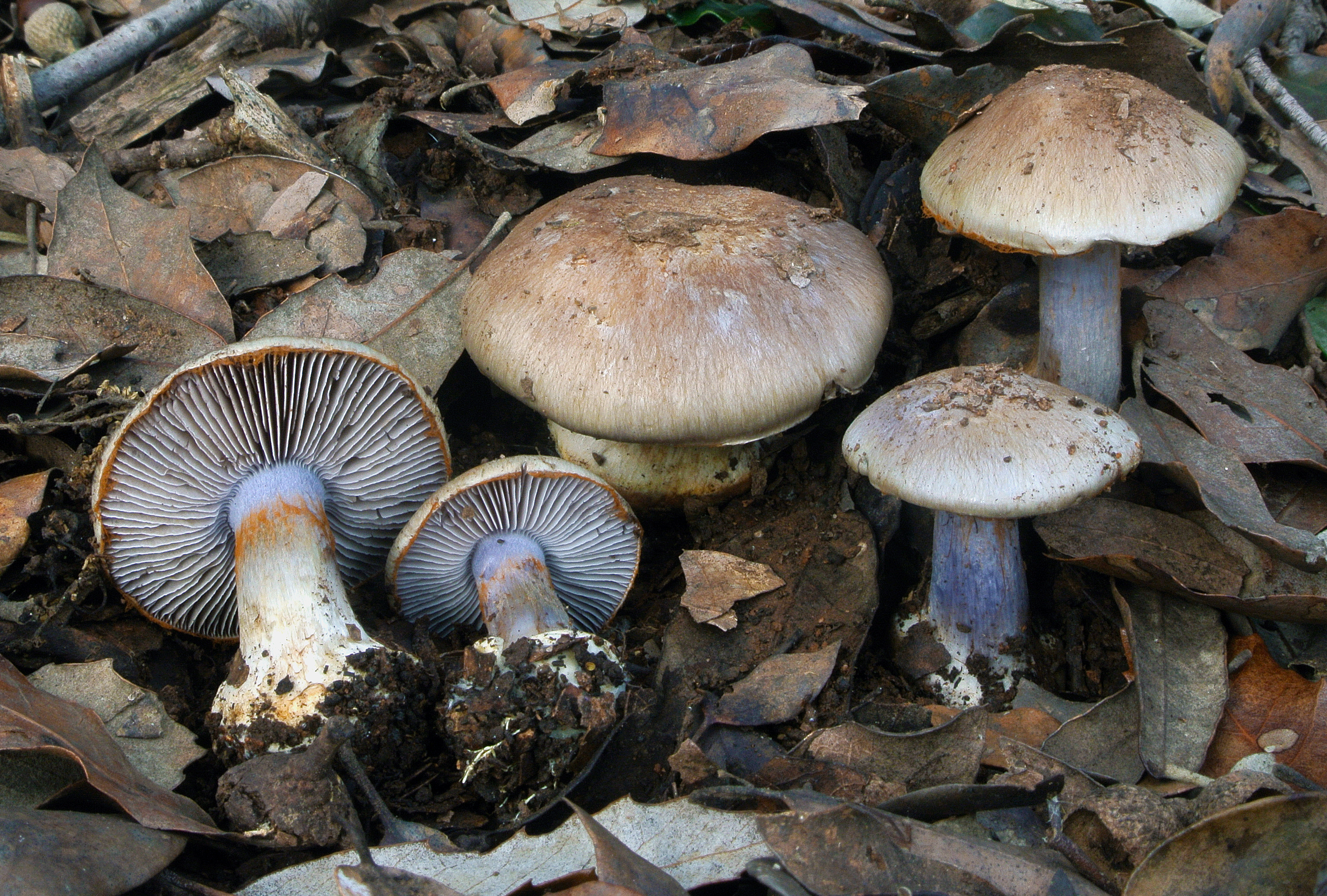
!Cortinarius dionysae!
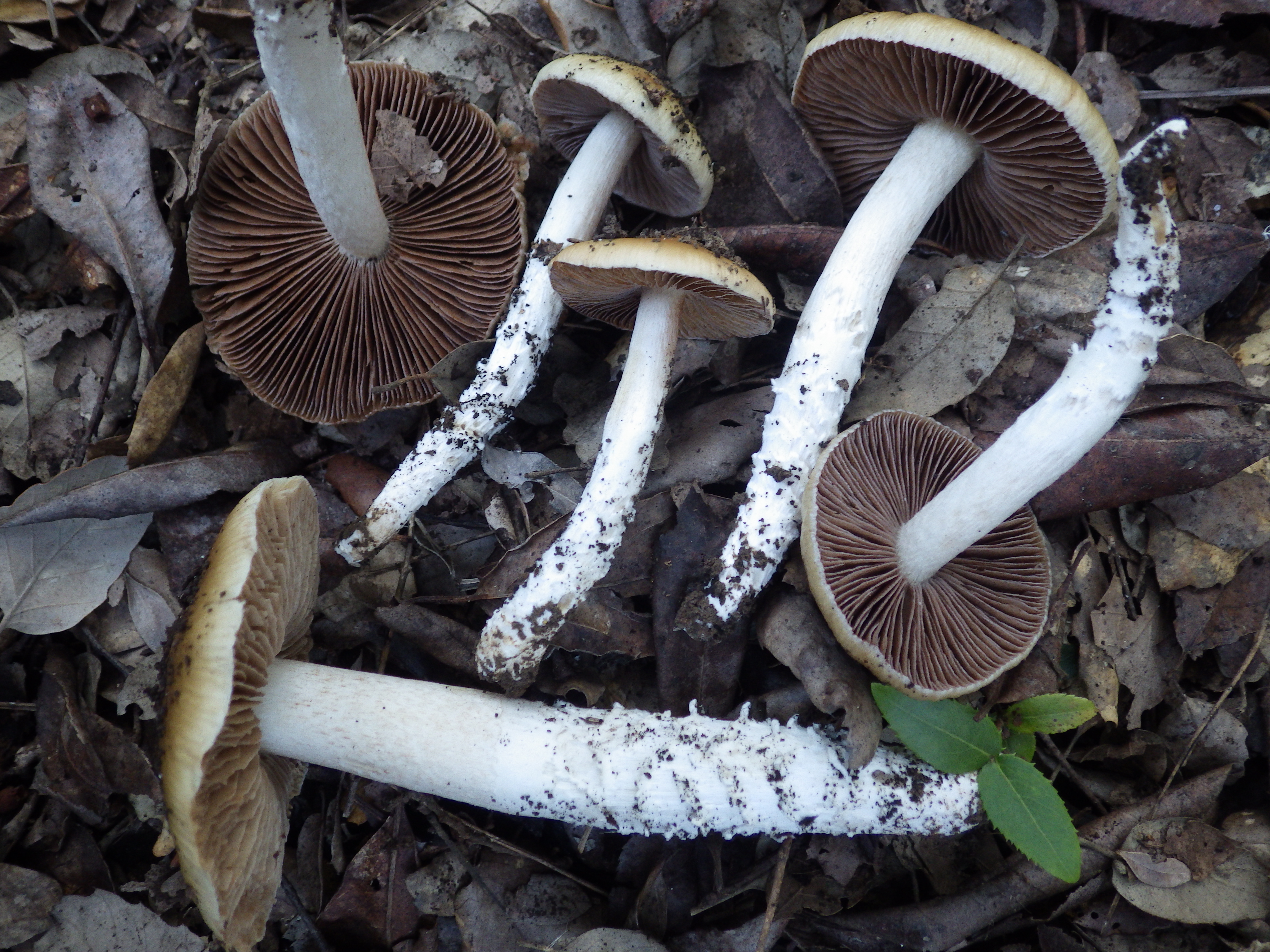
Cortinarius elatior

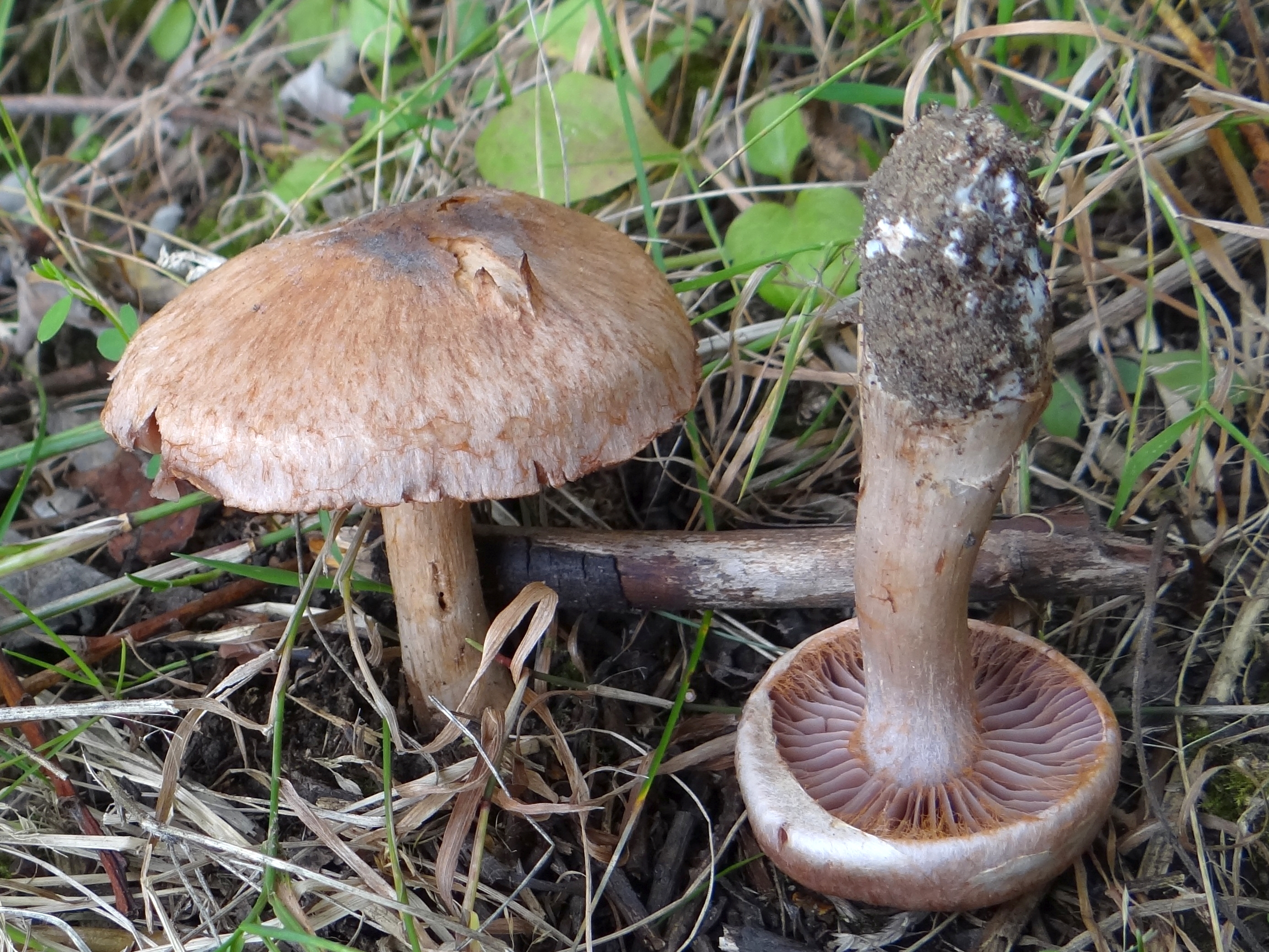
Cortinarius glaucopus
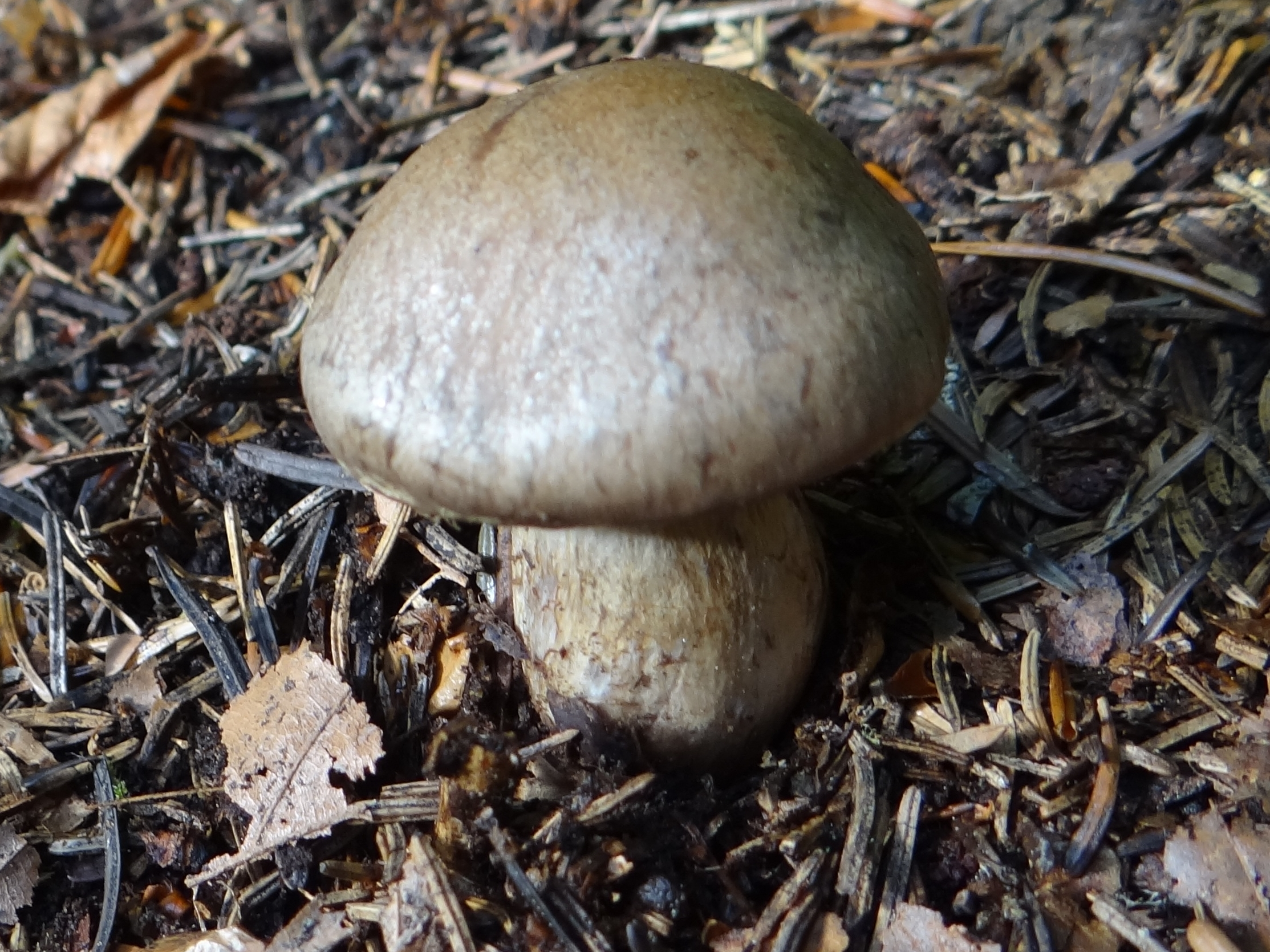
!Cortinarius infractus!
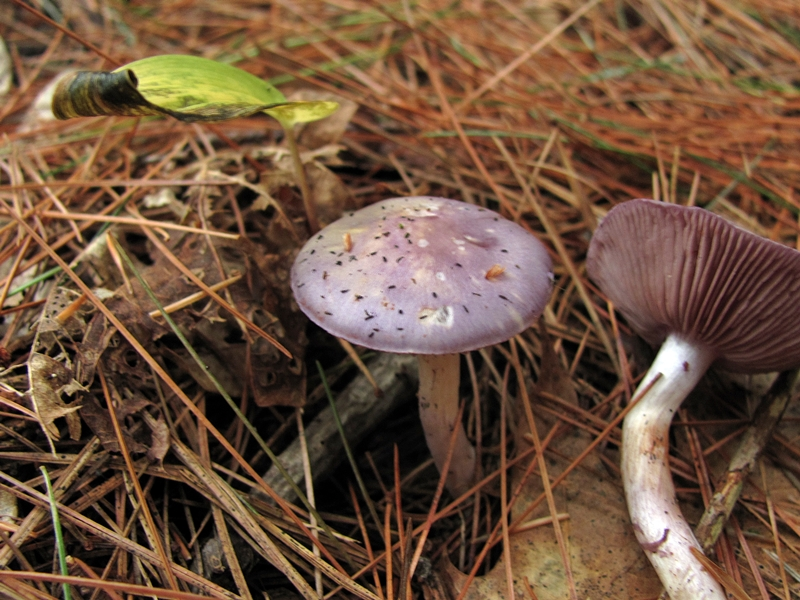
Cortinarius iodes
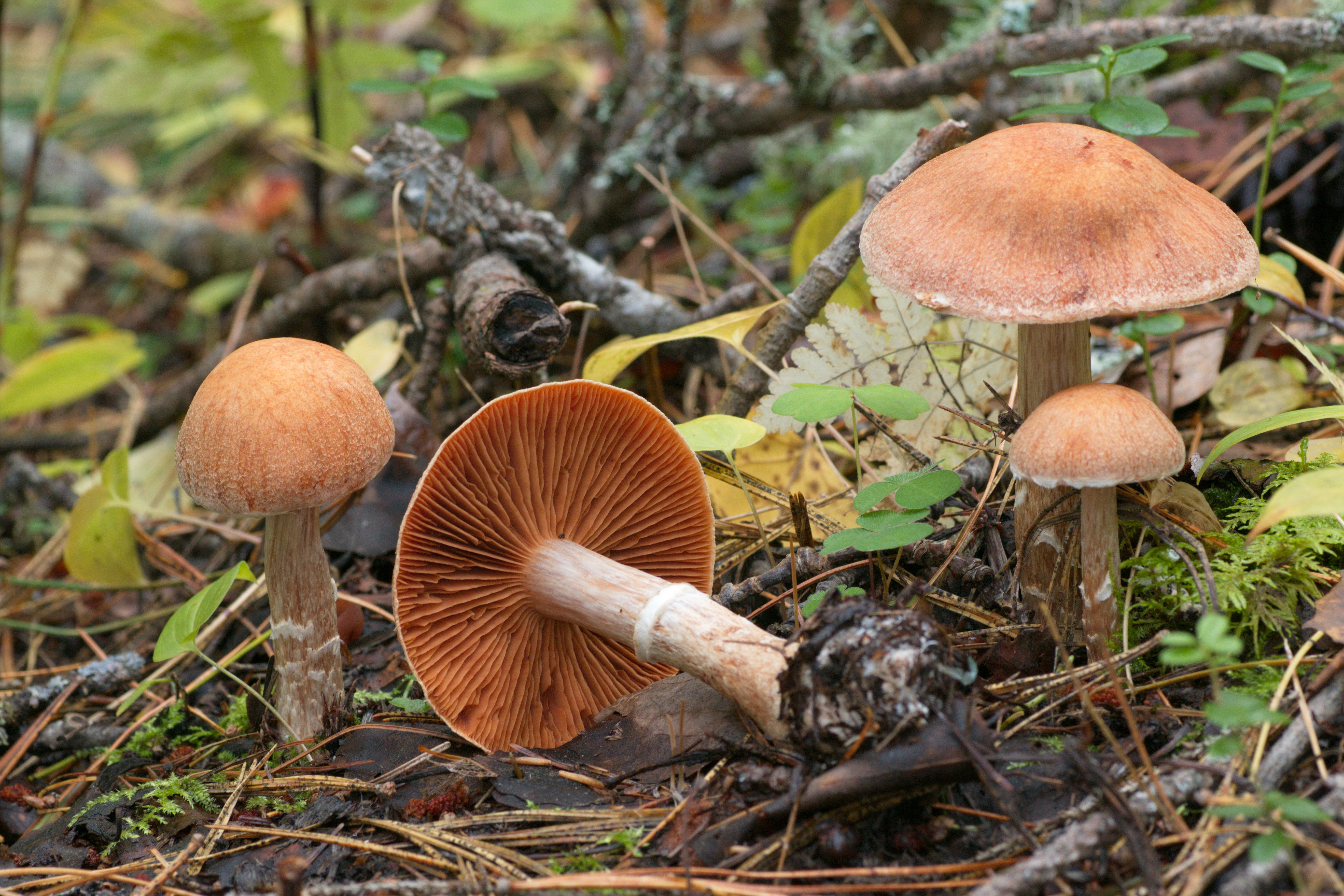
!Cortinarius laniger!
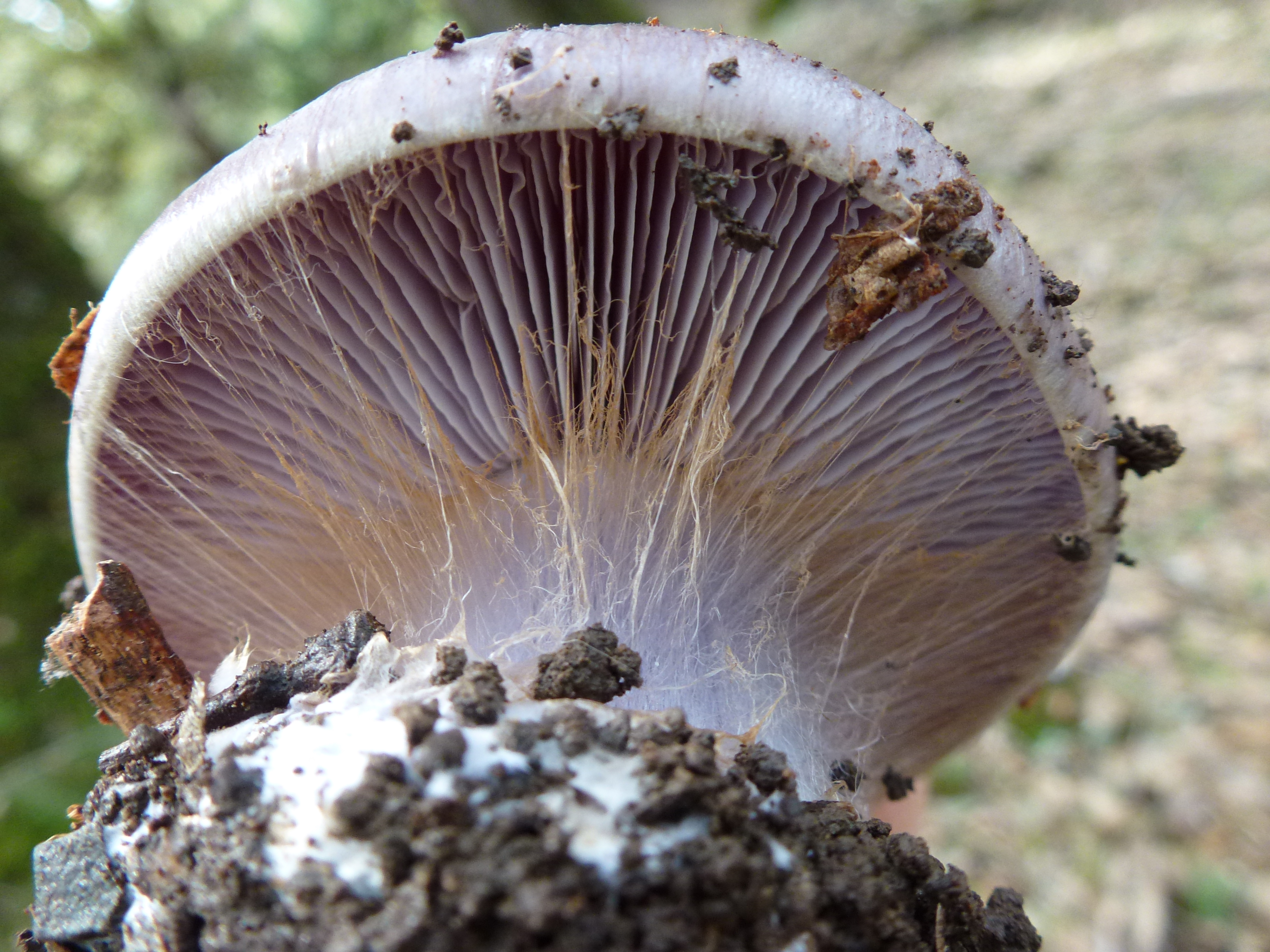
!Cortinarius magicus!
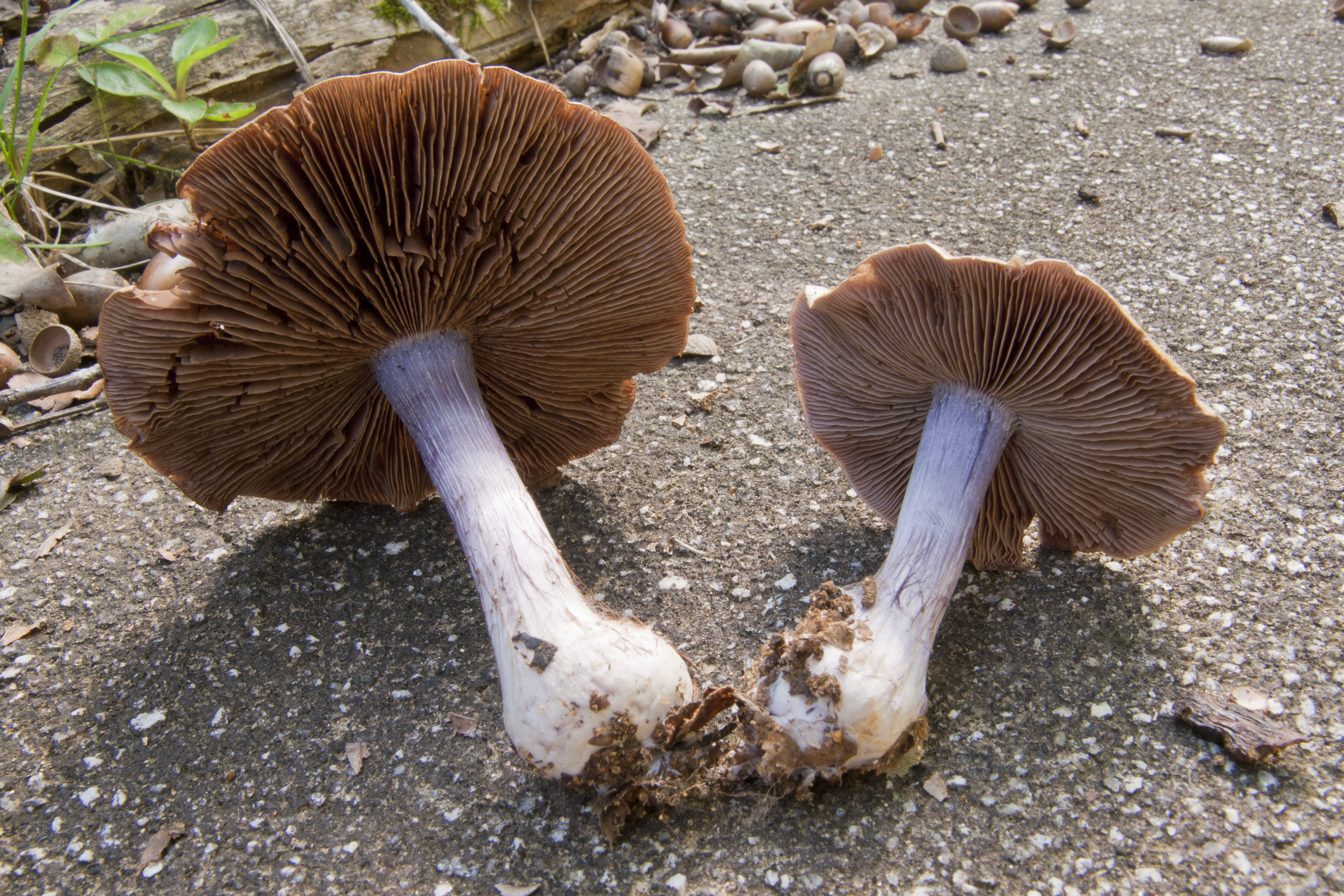
Cortinarius purpurascens

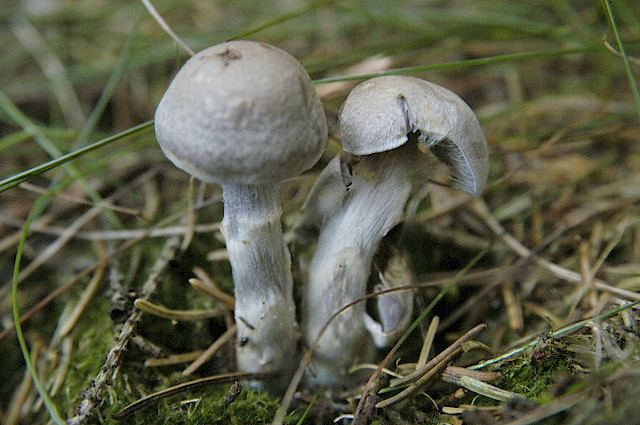
Cortinarius salor
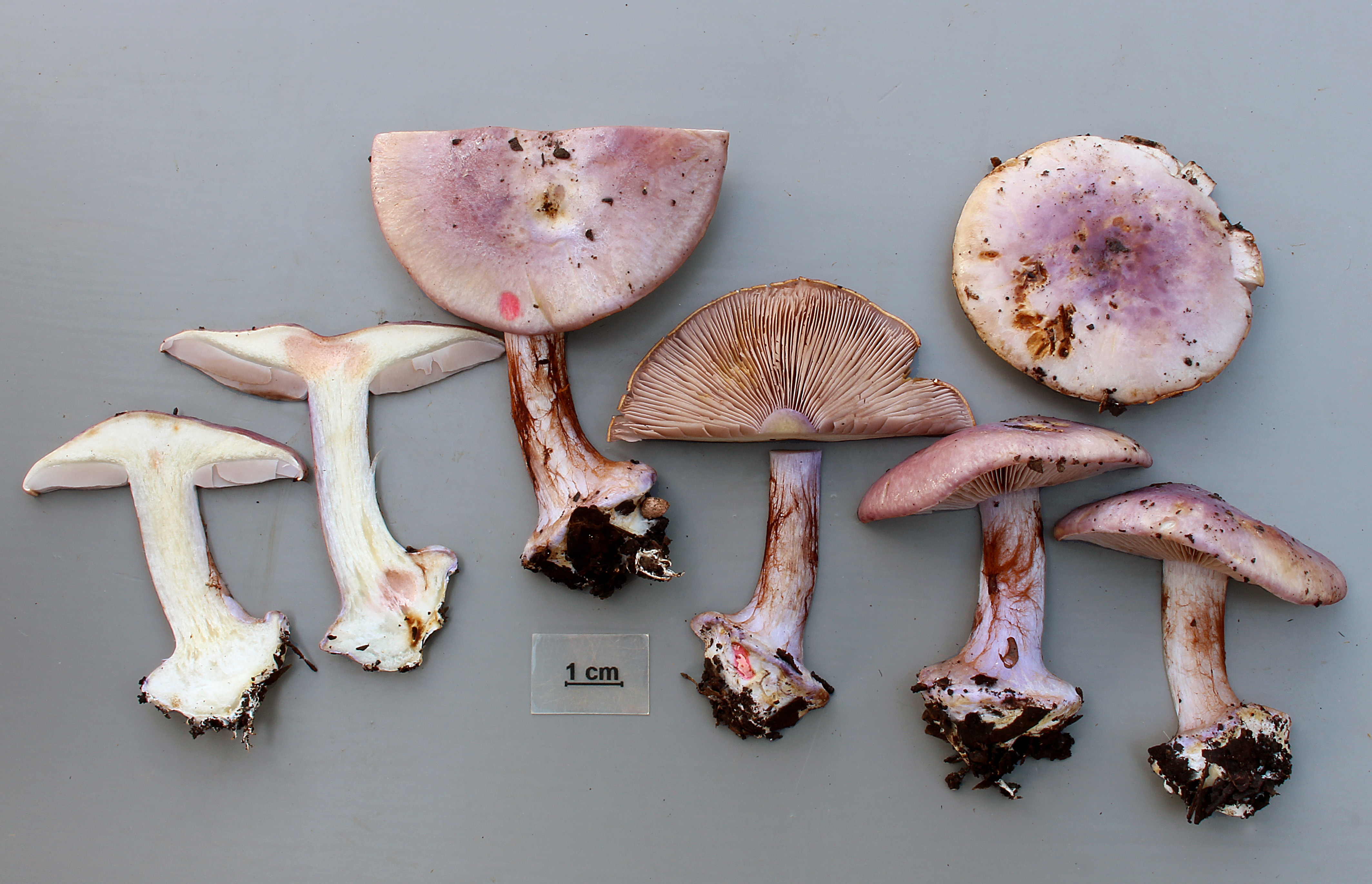
!Cortinarius sodagnitus!
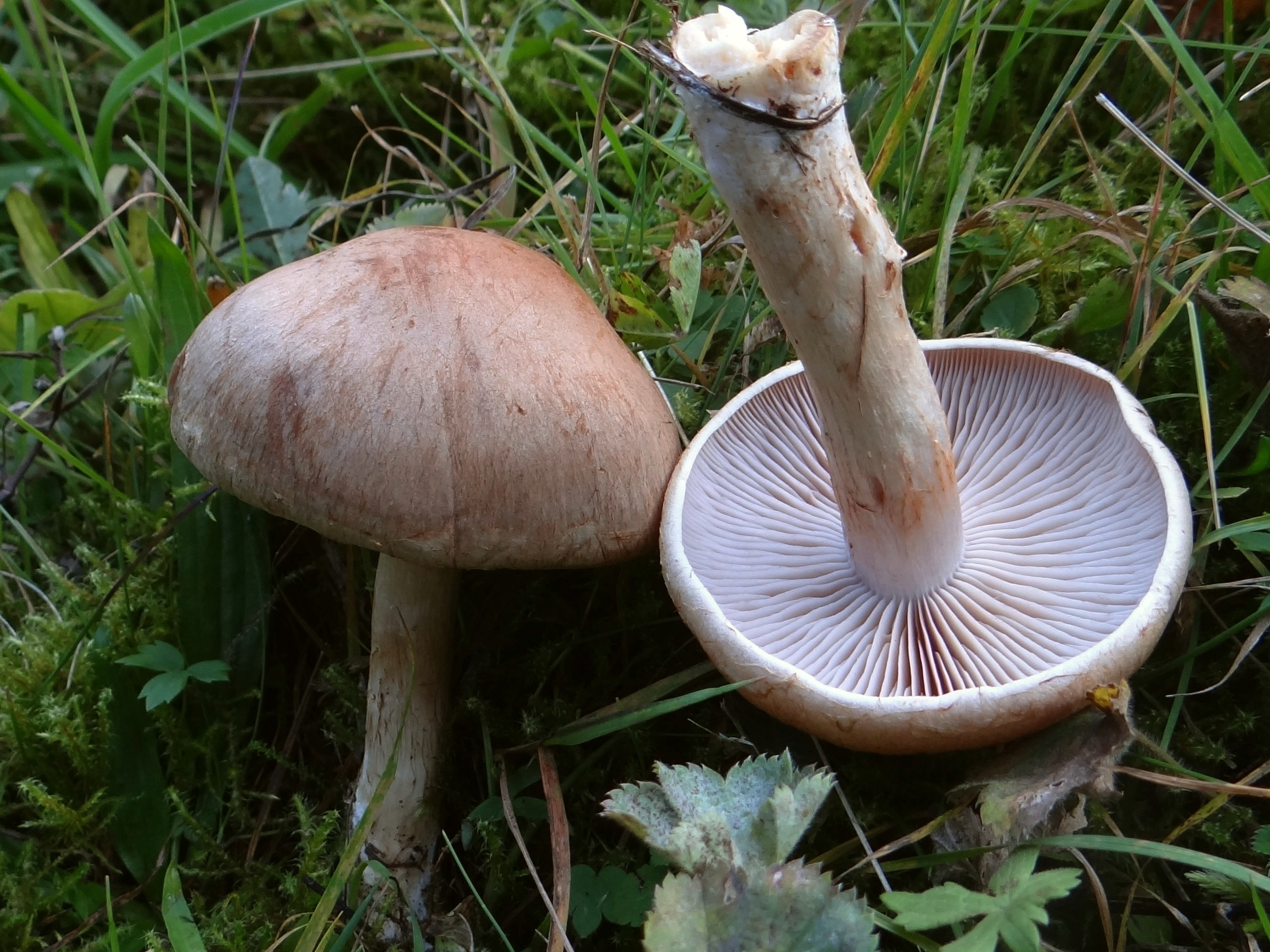
!Cortinarius spilomeus!
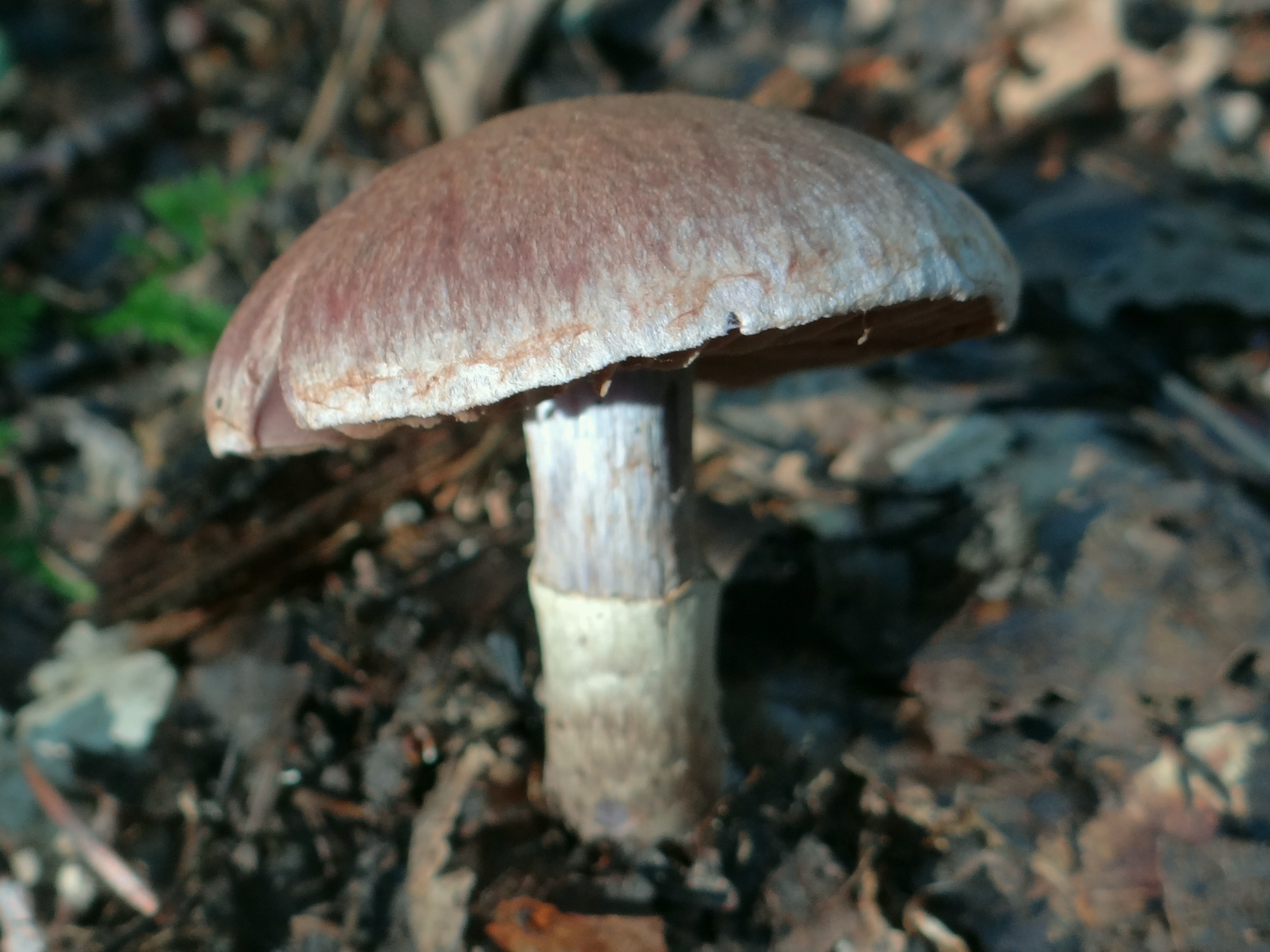
!Cortinarius torvus!
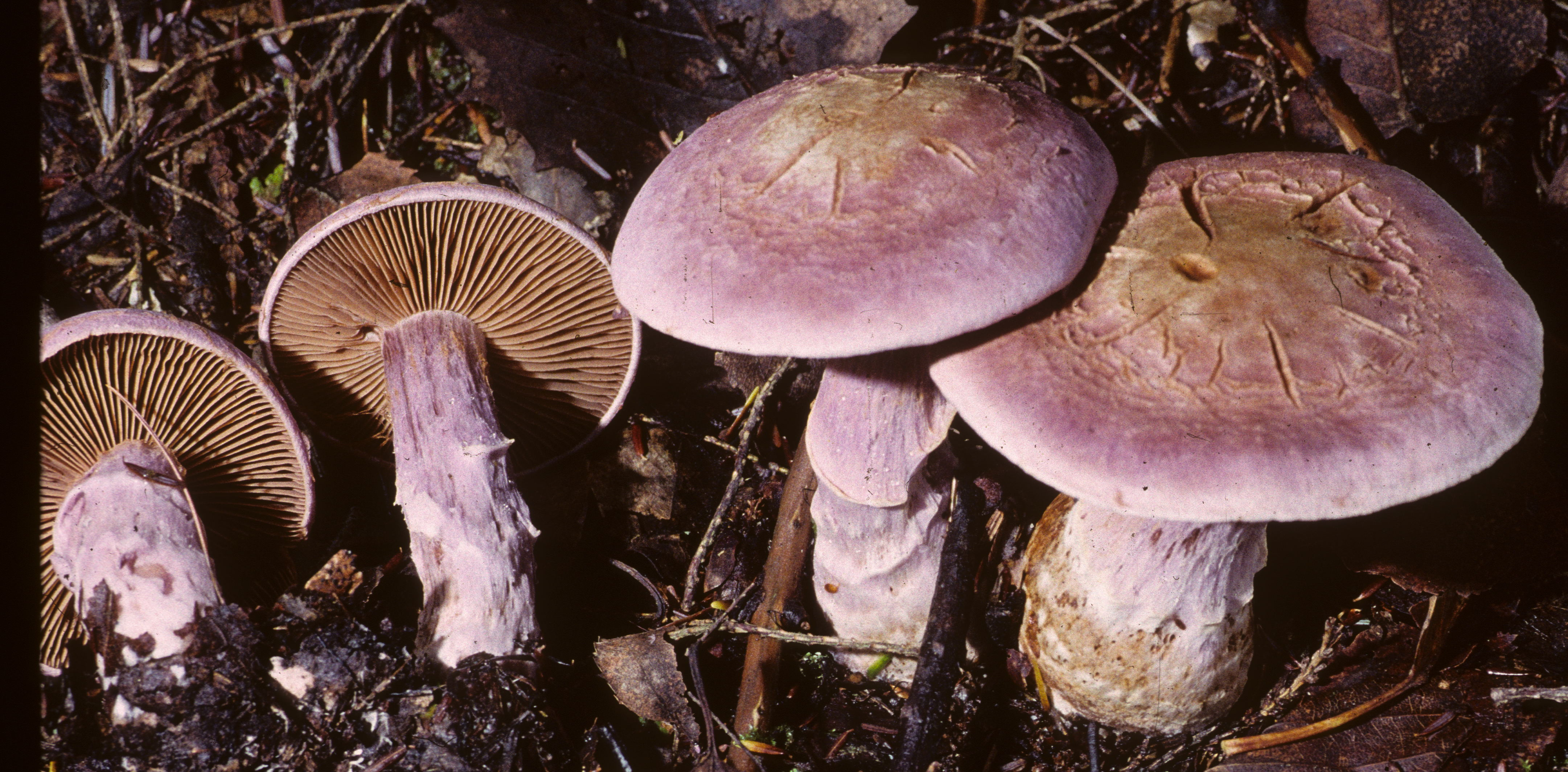
!!Cortinarius traganus!!

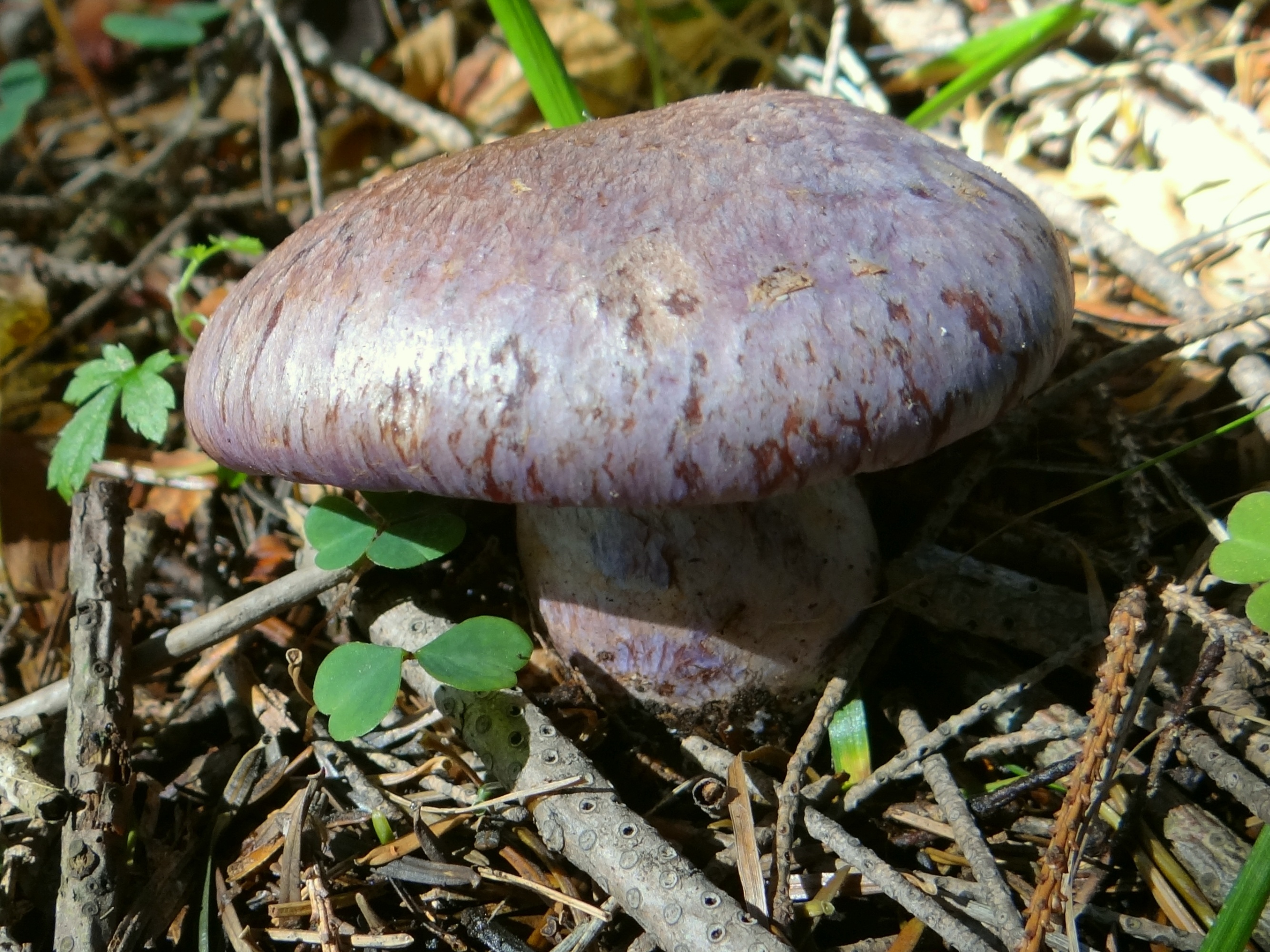
!Cortinarius variicolor!
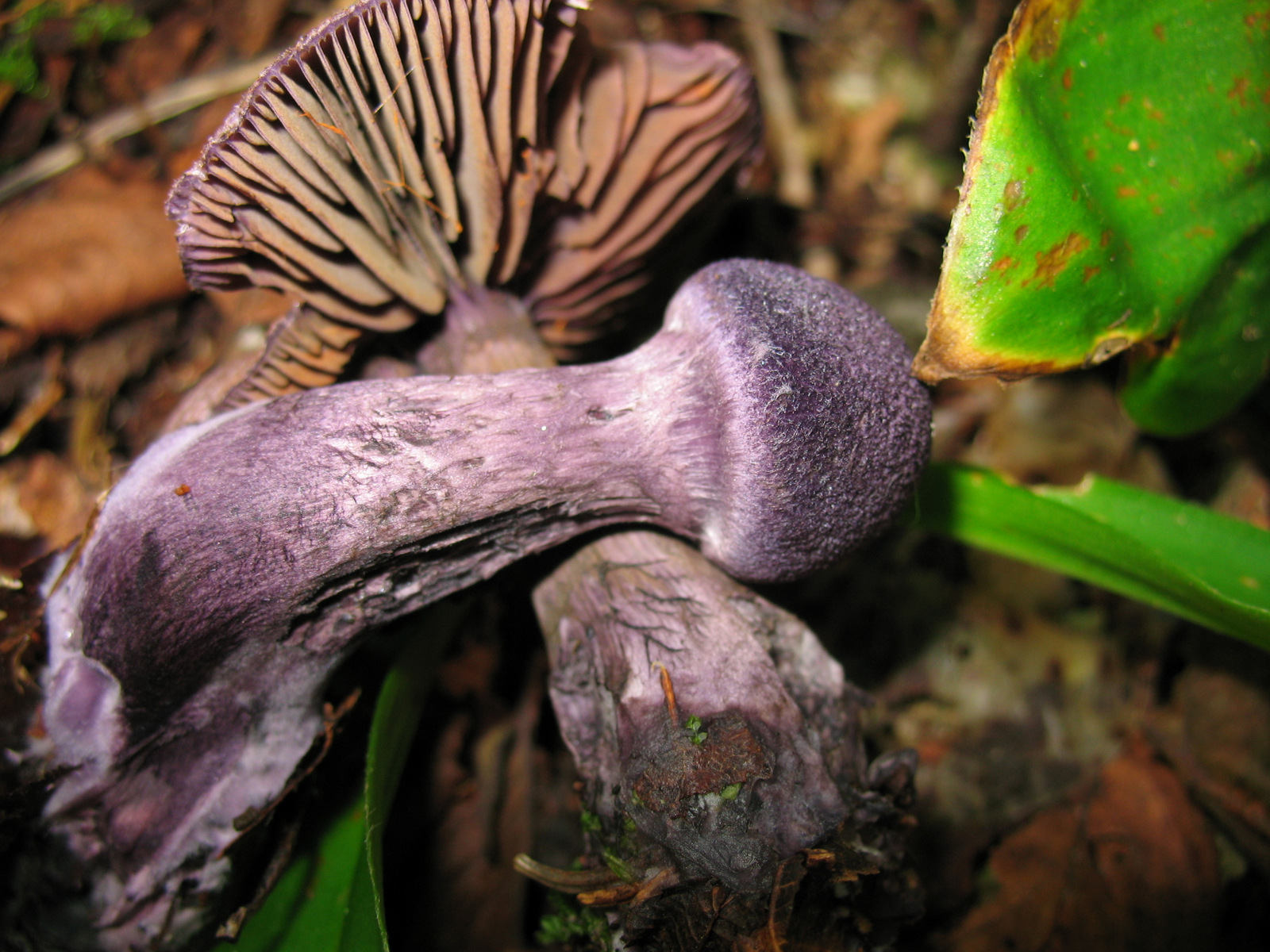
Cortinarius violaceus
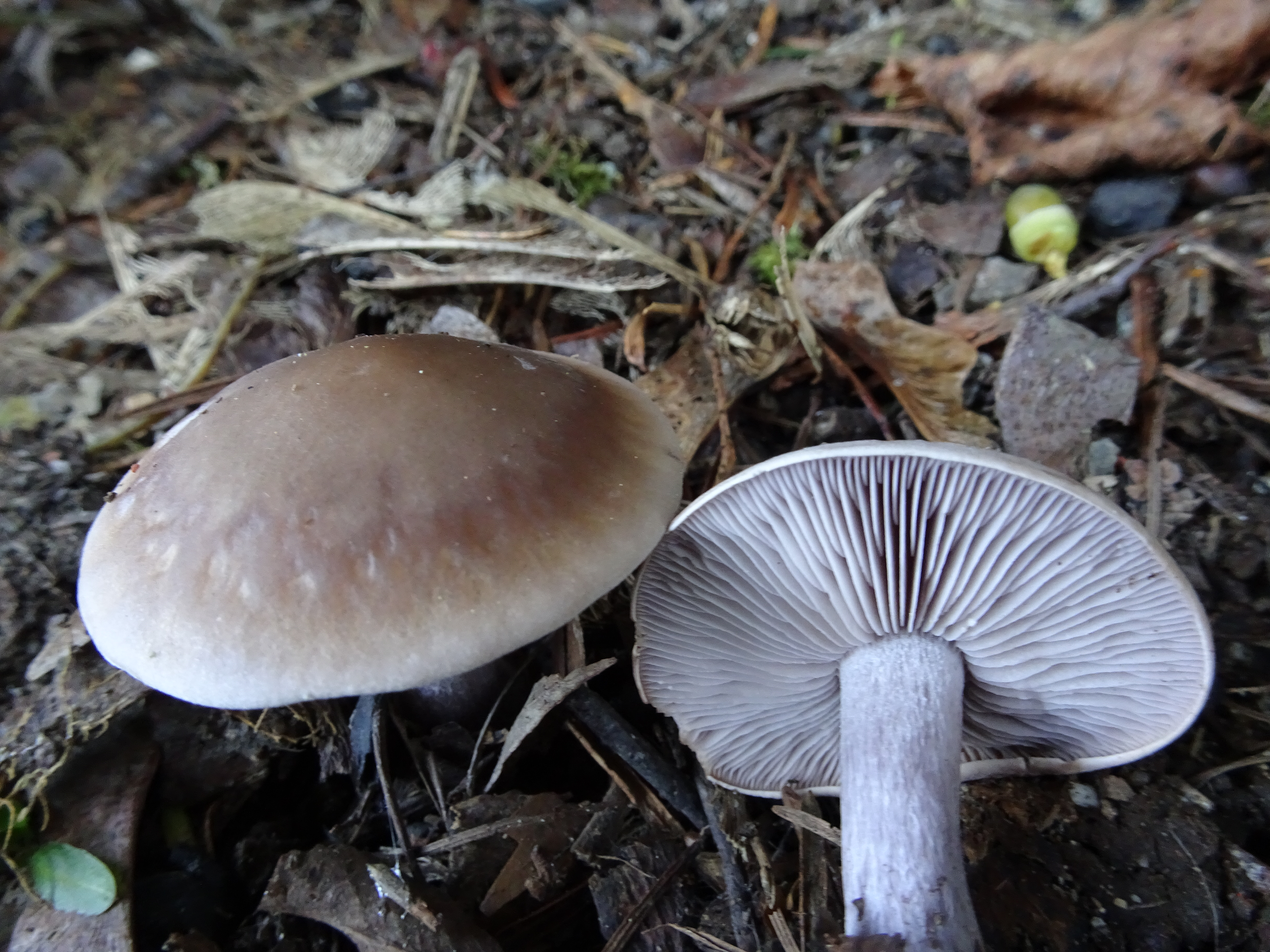
Lepista nuda
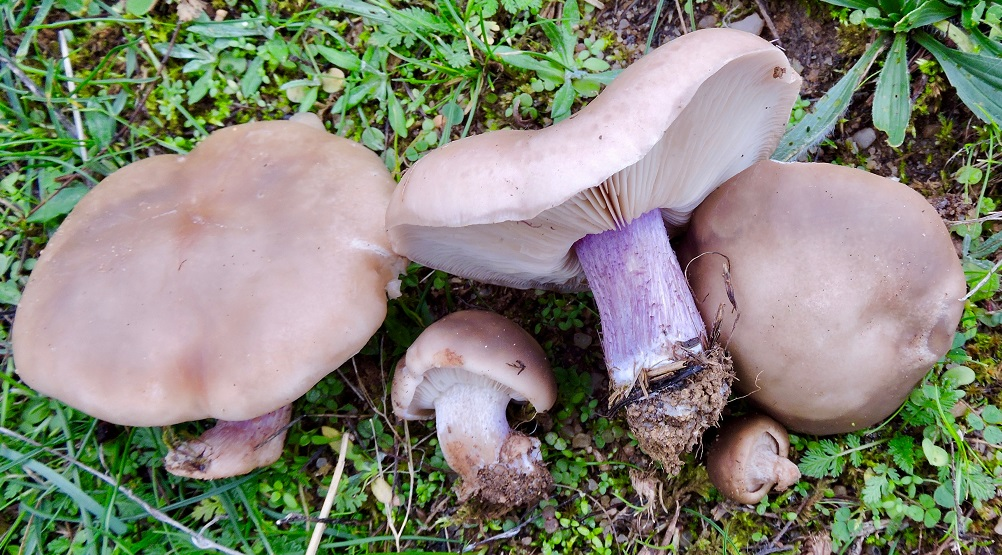
Lepista personata

## Valorificare
Cortinarius alboviolaceus nu este otrăvitor, dar are în special un gust neplăcut de cartofi cruzi cu nuanțe de ridiche și adesea un postgust metalic care ar putea provoca grețuri la persoane sensibile. 